# 腕時計

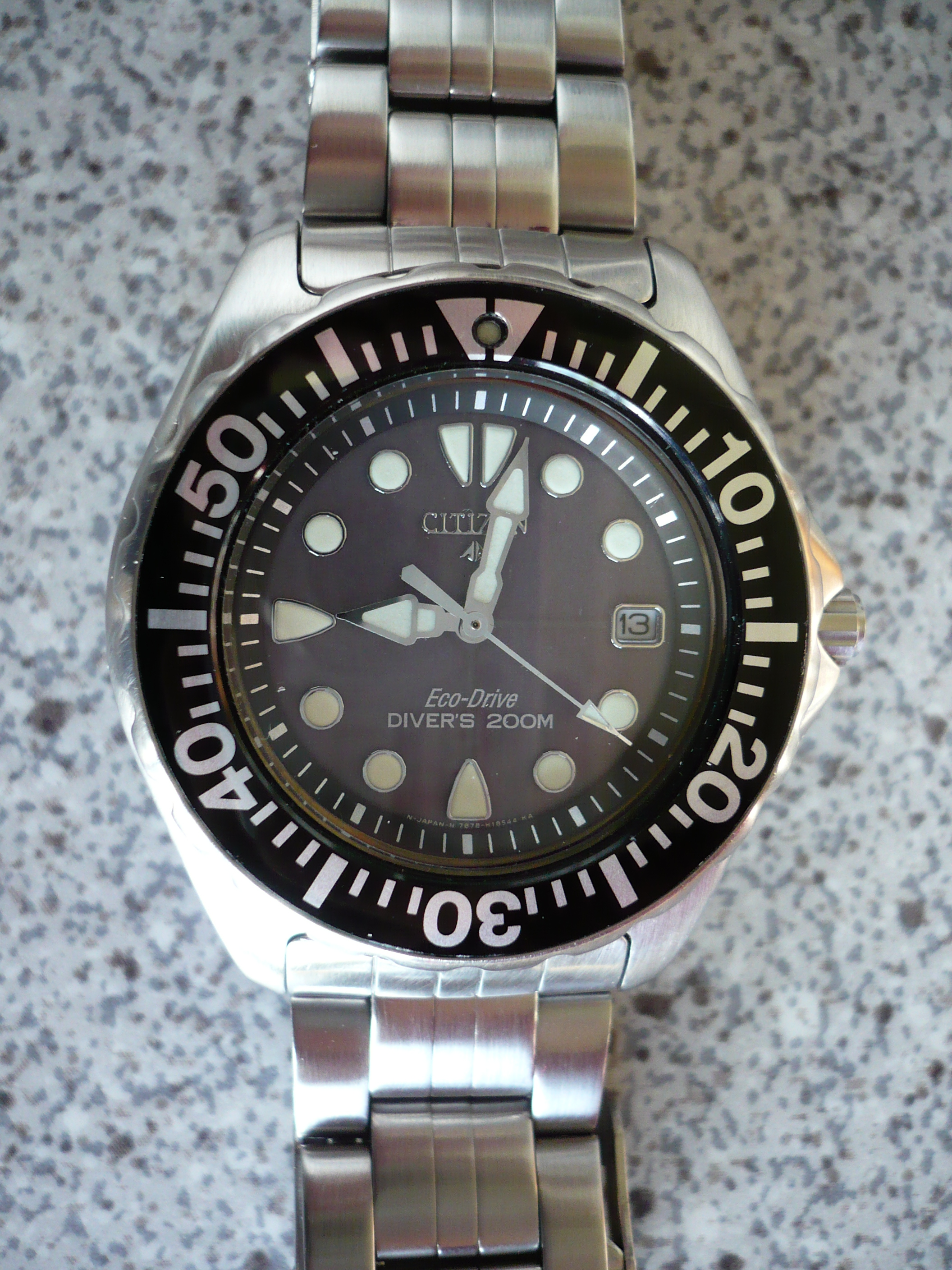
シチズン プロマスター（針式腕時計）

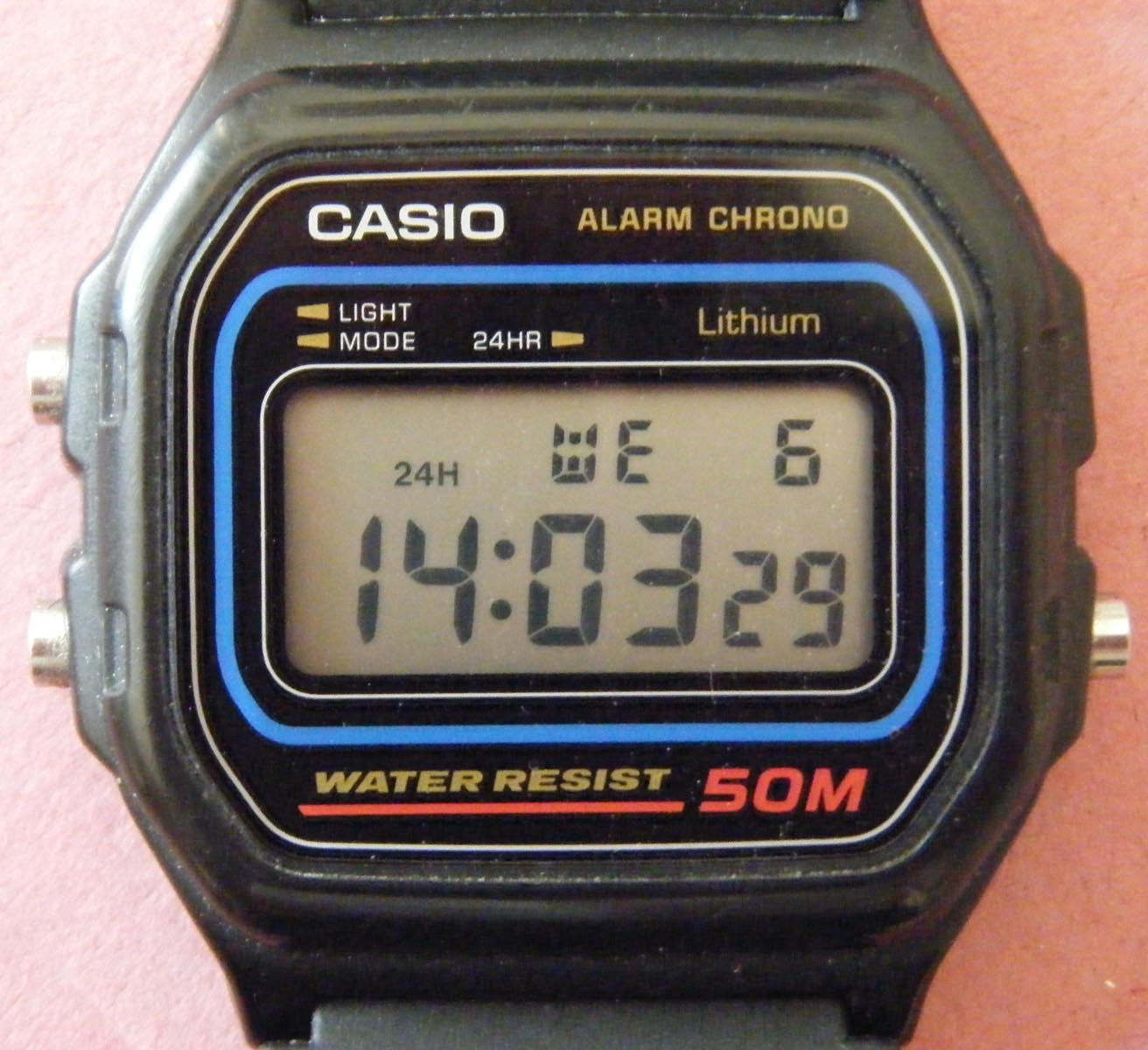
プロマスターデジタル式の腕時計デジタル式の腕時計（カシオ 普及品）

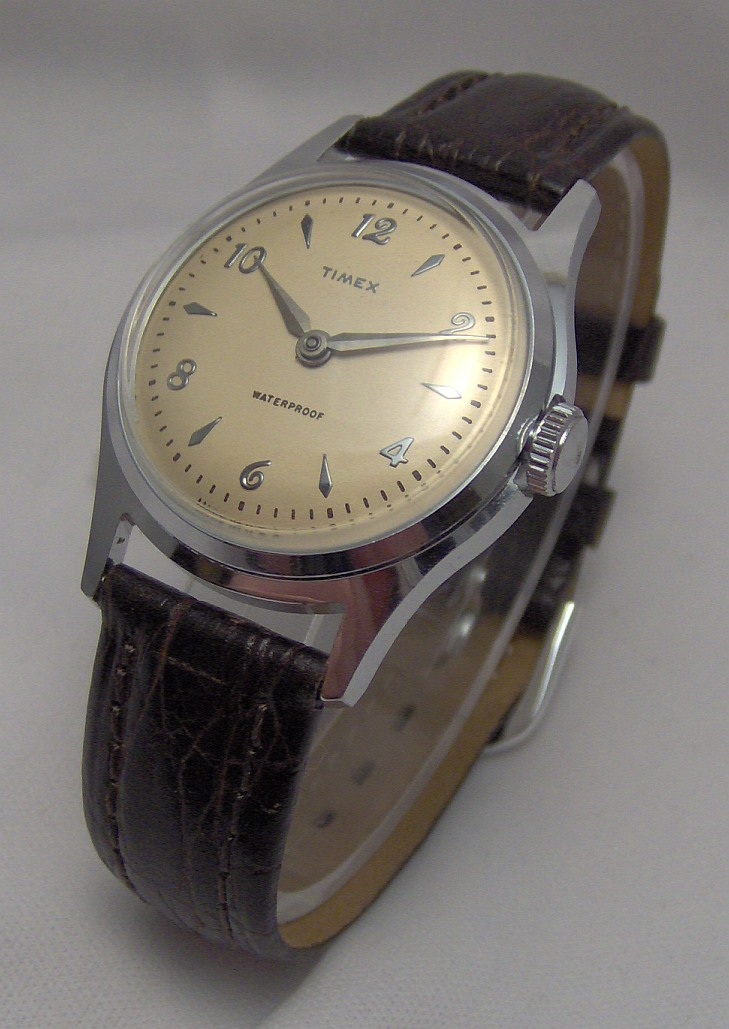
革製バンドの腕時計（タイメックス）

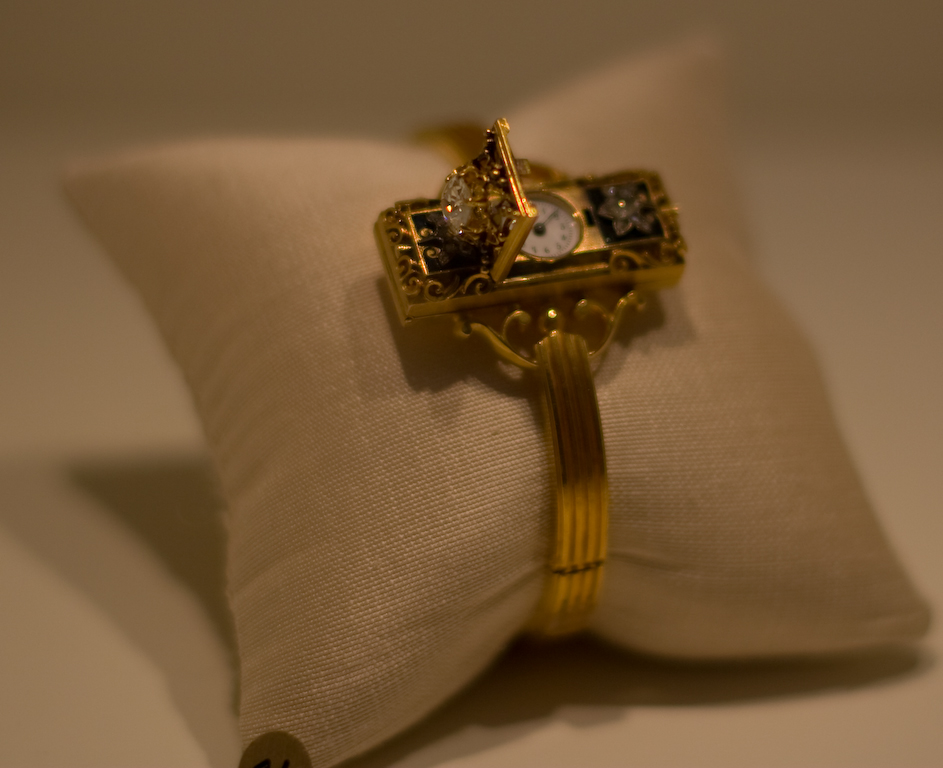
パテック・フィリップが1868年にハンガリー貴族のために製作した、現存する最古の腕時計

ジラール・ペルゴが1879年にドイツ海軍将校用に製造した史上初の量産型腕時計

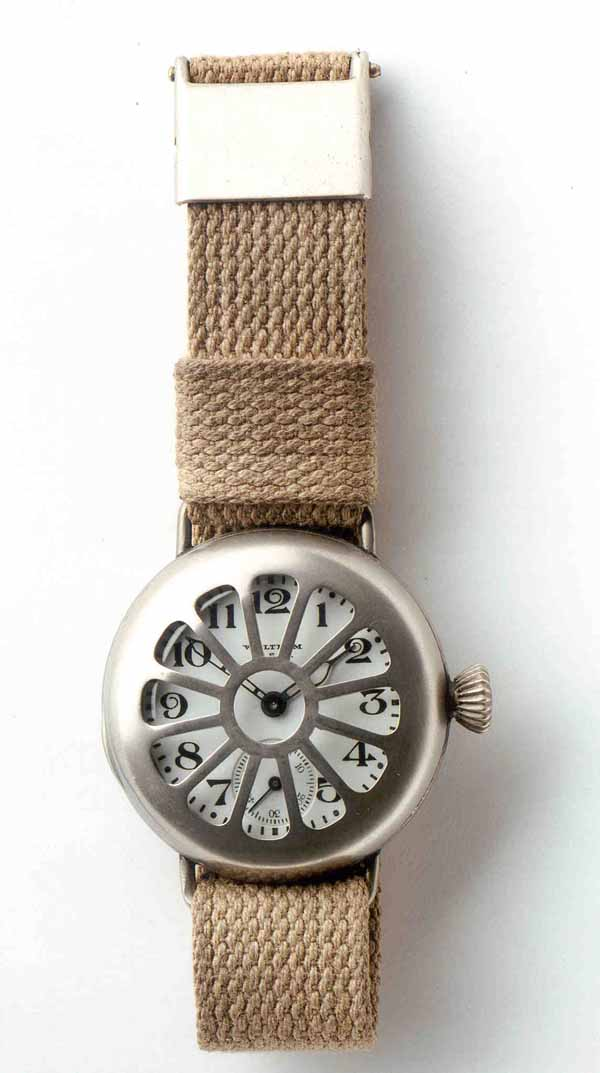
布製バンドの腕時計（第一次世界大戦期の軍用保護カバー付き）

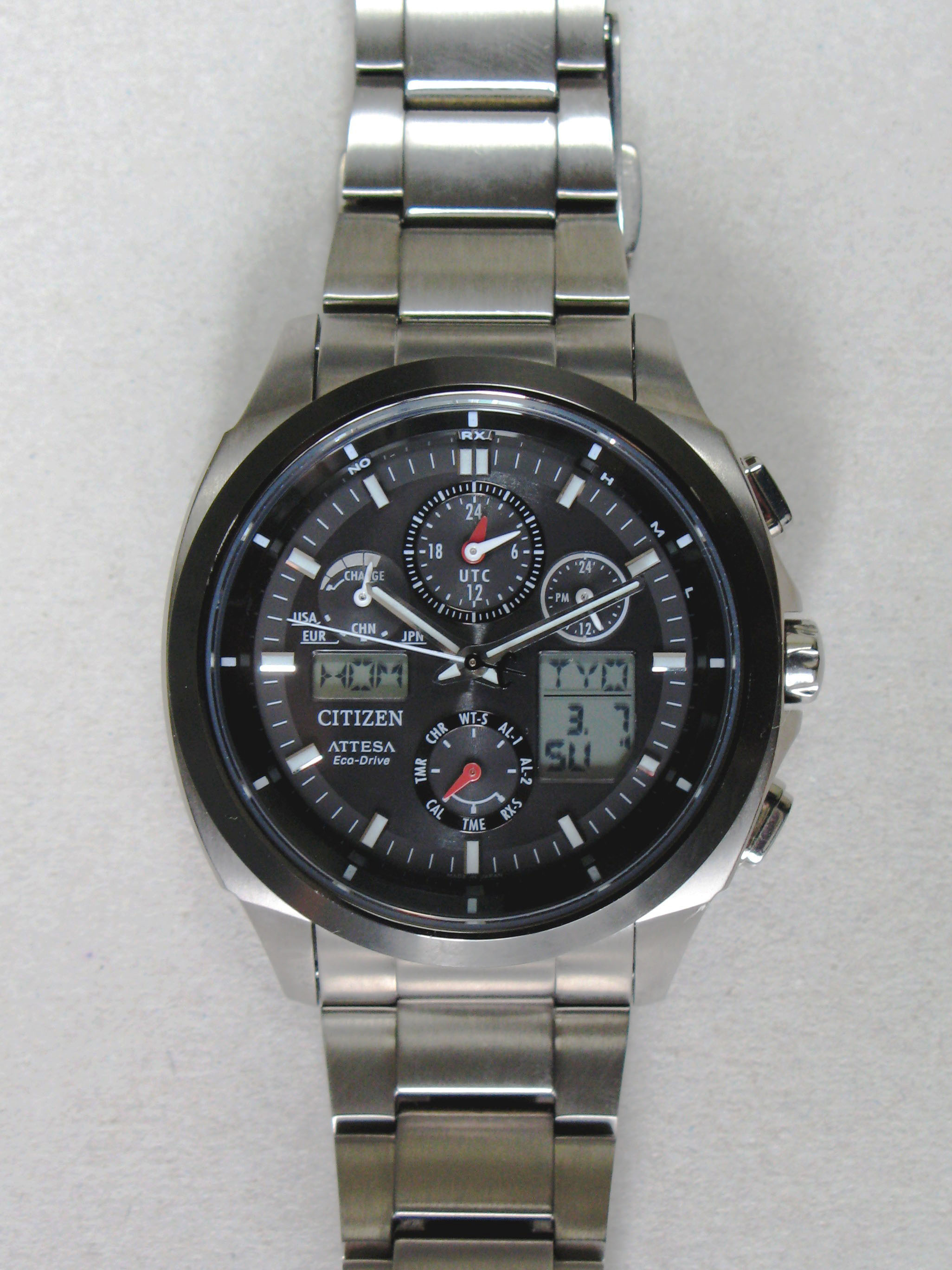
クロノグラフ（（もともと機械的に実現した）針表示によるストップウォッチ機能を搭載。シチズン製）

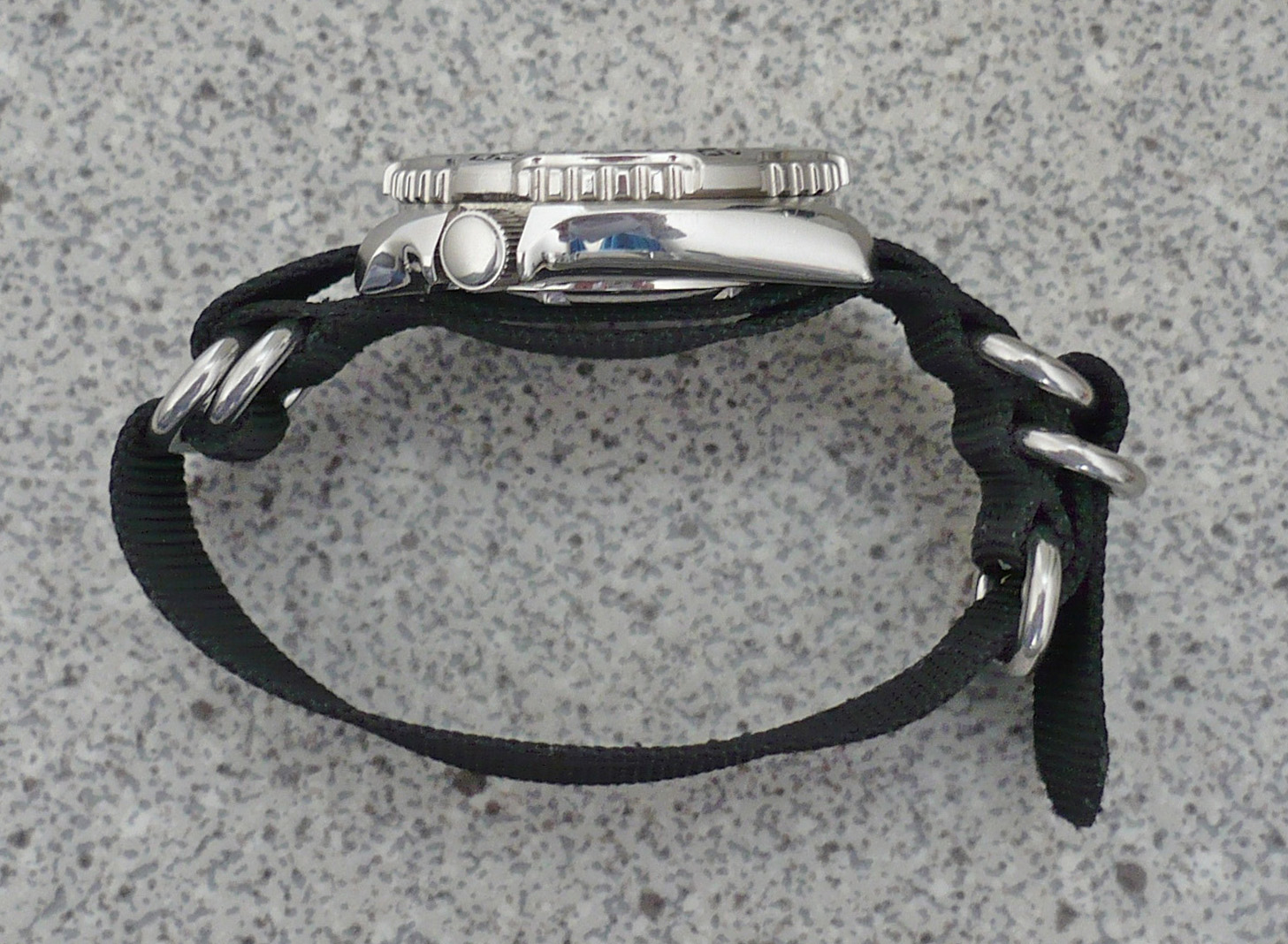
NATOベルトに準じたベルトを装着した腕時計を横から見たところ、金具や二重のベルトが特徴

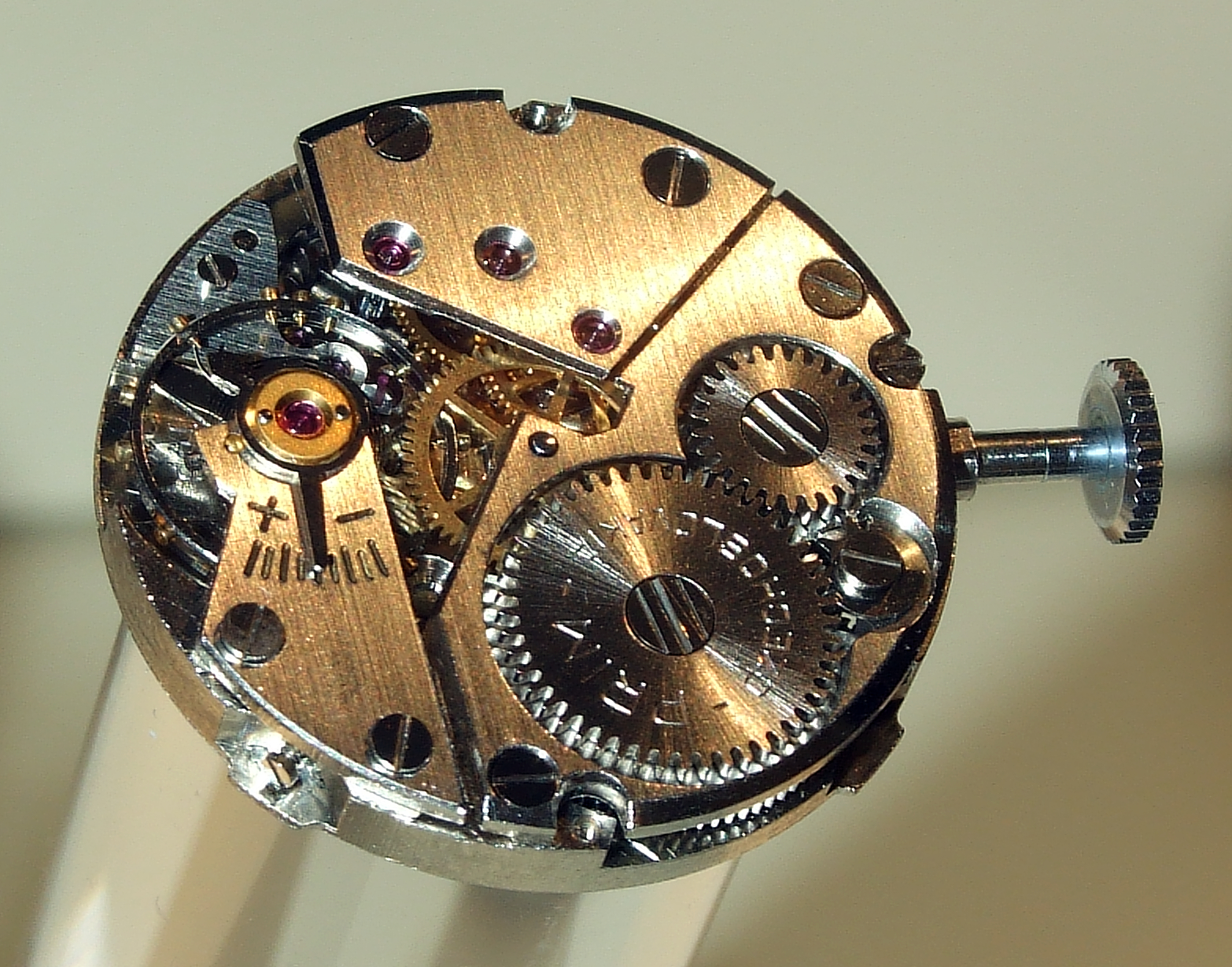
分解した腕時計

腕時計（うでどけい）またはウォッチ（英: watch）は、ベルトによって手首に巻くことで携帯できる時計である。

## 概説
ベルト（帯、バンド）に時計本体が結合・固定され、これを手首に巻いた状態で携帯でき、かつ視認できる小型の時計である。
英語では懐中時計 (英: pocketwatch) も含んでウォッチ (英: watch)、あるいは特に区別する場合はリストウォッチ (英: wristwatch) と言う。日本語では「時計」で総称されているが、英語ではこれら以外の置時計や掛時計といった身につけない時計はクロック (英: clock) であり、日本でも業界ではもっぱらこの英語における分類に準じて扱われている。
19世紀以降、携帯用の時計として一般的であった懐中時計は、時刻を読もうとするたびにわざわざポケットから取り出す（場合によっては風防ガラスを保護する金属製の蓋を開ける）操作が必要だったが、手首に巻いておけば視認の動作は一瞬であり、いつでも両手の手・指が全部使える。ただし、邪魔にならないためには時計を小型化する必要があり、懐中時計に代わって腕時計が普及したのは20世紀に入ってからである。
当初は懐中時計同様の機械式時計であったが、ベルトのために竜頭の操作が困難になるので、竜頭の位置を変更するために機械の配置を90度回転する必要があった。懐中時計では秒針（ダイヤル中央にある時針・分針とは別の位置に、秒針用として小型の針と文字盤が設けられた）は竜頭の反対側に位置するのが必要だったが、初期の腕時計では竜頭をダイヤル３時の位置に変更したために、ダイヤル９時の位置に秒針を持つものが多かった。クロノグラフなどで秒針が９時の位置にあるのは、懐中時計の名残りである。機械式腕時計は、懐中時計の生産で先行したスイスが世界的な市場を占有し、1970年代までの主流であった。
これに対し、1960年代に腕時計として実用化されたクォーツ式は高精度であり、日本のメーカーによって短期間で安価に量産が可能となったことから、圧倒的に普及することになった。現在でも、大衆向けの実用腕時計はクォーツ式が一般的である。ただし、旧来のぜんまい動力で動く機械式時計は、製造コストが高く「希少性」を感じさせるので、現在では主として高級価格帯の製品として用いられている。なお、開発途上国などでは電池入手が容易でないなどの理由からセイコー5などの機械式の腕時計も使われている。
最初は単に時刻を示す機能しかなかったが、さまざまな機能を付加させる試みが行われた。例えば、ストップウォッチ機能の付加（クロノグラフ）、月齢や潮の満ち干を表示するものなどである。防水性を高める努力も行われ、潜水用の腕時計（ダイバーズウォッチ）も登場した。
使う人により、どのような意図で腕時計を用いるかは異なる。時刻や時間を知るために用いるのが基本ではあるが、たとえば登山家・ダイバー・スポーツマンなどのためのモデルは、単なる時刻・時間の表示機能の他に高度な耐候性・耐久性・付加機能の付いた実用品である。他人に見てもらうための高価なファッション（服飾）アイテム、一種の装身具として用いる人も多い。富裕層においても、実用性やカジュアルなデザインを特徴とする安い腕時計を好む者は多い。
時代が進むにつれ腕時計の大衆化と必需品化が進行し、20世紀末期には誰しも腕時計をつけているような状況であったものの、2000年代以降は時計機能を内蔵した携帯電話やスマートフォンが普及したことで、腕時計を着用しない人が増えており、全般としての販売数は減少傾向にある。

## 歴史

### 略式年表
- 1790年 - ジュネーブの時計商ジャケ・ドロー&ルショーのカタログに腕時計が記載される。どのような物かは不明[1]。
- 19世紀初頭 - 小型の時計が取り付けられた装身具などが登場しはじめる。
- 1810年 - ナポリの王妃がアブラアム＝ルイ・ブレゲに腕に装着可能な時計を注文、2年後に完成。
- 1868年 - パテック・フィリップがハンガリーの伯爵夫人のためにスイス初の腕時計を製作。
- 1879年 - ジラール・ペルゴが軍用品として腕時計を製作。
- 1900年 - オメガが世界初の一般向け腕時計を発表[2]。
- 1902年 - ベルヌーイ法による人造ルビー製造が実用化。それまで天然宝石（でも品位の低い屑石）の加工に頼っていた懐中時計・腕時計の軸受材が品質の安定した人造宝石に移行、コスト低減と品質向上の効果を得る。
- 1906年 - カルティエの『サントス』1号完成。1911年、男性用に販売され人気となる[3]。
- 1913年 - 服部時計店（現・セイコーホールディングス）が日本初の純国産腕時計『ローレル』を発売[4]。

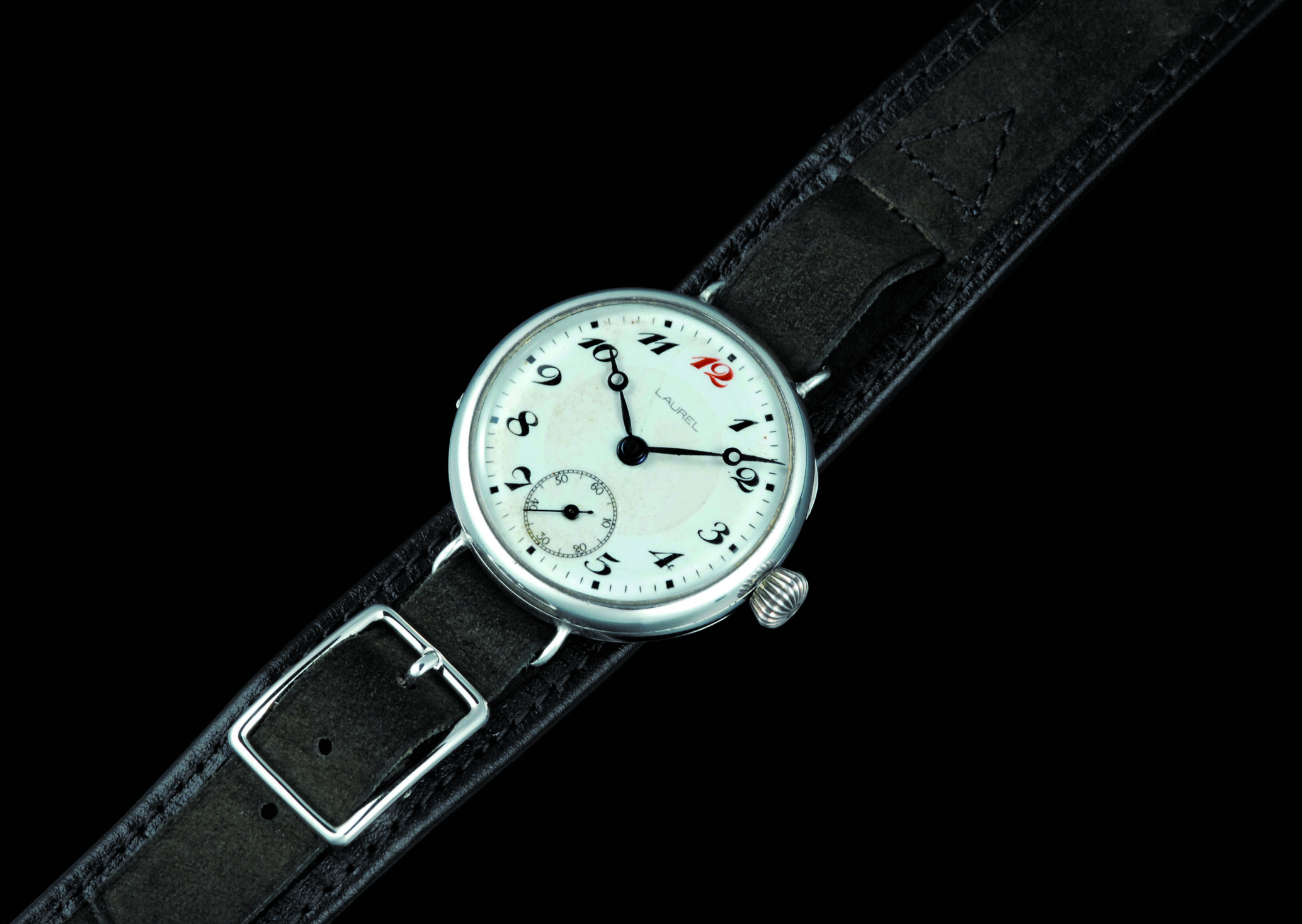
『ローレル』

- 1926年 - フォルティスが世界初の自動巻き腕時計を発表。イギリスのオイスター社の防水式「オイスターケース」がロレックスの時計に搭載され定番となる。以後、より簡易な方式の防水時計も各国で作られるようになる。
- 1934年 - スイスで、テンプの芯（天芯）を受石ごとばねによる浮動支持とした腕時計耐震機構「インカブロック」(Incabloc)が実用化。落下などの衝撃による、時計の天芯折れ故障を減らすことに成功。以降、類似の浮動式耐震機構が多くの腕時計に導入される。
- 1957年 - ハミルトンが世界初の電気式腕時計『ベンチュラ』を発表。
- 1960年 - ブローバが音叉式腕時計『アキュトロン』を発表。
- 1961年 - ポレオットの『シュトゥルマンスキー』が宇宙飛行士ユーリイ・ガガーリンによって、史上初の宇宙で使用された腕時計となる。
- 1969年 - オメガの『スピードマスター』が月で使用され、世界で初めて地球外天体で使用された腕時計となる[2]。
  - 12月[5] - 服部時計店が世界初のクォーツ式腕時計『アストロン』を発表。
- 1970年 - ハミルトンが世界初のデジタル表示の腕時計『パルサー』を発表。
- 1990年 - ユンハンスが世界初の電波式腕時計『メガ1』を発表[6]。
- 2011年 - シチズンが世界初の衛星電波式腕時計『エコ・ドライブ サテライトウエーブ』を発表[7]。
- 2014年 - カシオが世界初のハイブリッド時刻取得システム（GPS受信＋標準電波受信）を搭載した腕時計『G-SHOCK』発表[8]。
- 2017年 - カシオが世界初の3つの時刻取得システム（Connectd エンジン 3-Way）を搭載した腕時計『G-SHOCK』発表[9]。

### 腕時計の誕生
腕時計の最古の記録はジュネーブの時計商ジャケ・ドロー&ルショーが1790年のカタログに記載されたものと言われている。1810年には時計細工師のブレゲがナポリの王妃（カロリーヌ・ミュラ）のために、金髪と金で編んだベルトで腕に装着できるミニッツリピーターとバイメタル温度計を備えた卵型の時計を製作して2年後に完成させた（現在は行方不明）。1868年にはパテック・フィリップがハンガリーの伯爵夫人のためにスイス初の腕時計を製作、この時計は現存する最古の腕時計のため「世界初の腕時計」としてギネス世界記録に認定されている。このように宝飾品として製作された例は以前からあったがほとんどが一点物であり、普及したものはなかった。
腕時計が製品化された契機は、軍からの需要である。懐中時計を片手に砲撃のタイミングを計測していた砲兵が手首に懐中時計をくくりつけて使用する工夫から始まったとされている。ドイツ軍がこのアイデアの製品化を時計メーカーに打診している。1879年にドイツ皇帝ヴィルヘルム1世がドイツ海軍用としてジラール・ペルゴに腕時計を2,000個製作させたという記録が残っている。この時計は網目状の金属製カバーを備えていた。
その他草創期の使用例としては1899年のボーア戦争でイギリス軍将兵が懐中時計を手首に革ベルトで装着した例がある。当時はホレイショ・キッチナーの名を取り「キッチナー・ベルト」と呼ばれた。

### 初期の腕時計
オメガは世界に先駆けて1900年に腕時計を商品化し、1902年には広告を打っている。しかし当時は女性用懐中時計の竜頭位置を横に変えて革ベルトに固定しただけのものでデザインの無骨さから、一般に普及することはなかった。その後腕時計専用のケースとムーブメント開発が行われるようになったが、依然として男性用は懐中時計が主流で、腕時計は正式な存在とは見なされなかった。
特定ブランドの腕時計として最初に人気製品となったのは1911年にフランスのカルティエが発売した角形ケースの紳士時計「サントス」である。「サントス」の原型は、ルイ・カルティエが友人の飛行家で富豪のアルベルト・サントス・デュモンに依頼され、飛行船操縦中の使用に適した腕時計を製作したものであった。後年その洗練されたデザインがパリの社交界で話題となり、市販されるに至った。「サントス」はスポーツ・ウォッチの古典となり、21世紀に入った現在でもカルティエの代表的な製品の一つとして市販されている。
第一次世界大戦は腕時計の普及を促す契機となった。ハミルトンやブライトリングが軍用腕時計を大量生産するようになり、男性の携帯する時計は懐中時計から腕時計へと完全に移行した。戦後には多くの懐中時計メーカーが腕時計の分野へ転身した。
第二次世界大戦以前からの主要な腕時計生産国としては、懐中時計の時代から大量生産技術と部品互換システムが発展していたアメリカ合衆国のほか、古くから時計産業が発達したスイス、イギリス、ドイツなどがあげられるが、後にイギリスのメーカーは旧弊な生産体制が時流に追いつかず市場から脱落し、ドイツのメーカーは廉価帯の製品を主体とするようになった。アメリカのメーカーも1960年代以降に高級品メーカーが衰亡してブランド名のみの切り売りを行う事態となり、正確な意味で存続するメーカーは大衆向けブランドのタイメックスのみとなった。
スイスでは時計産業が膨大な中小零細企業群による分業制に基づいて形成されており、廉価品から高級品まで広い価格帯の製品を供給することができた。業界全体の連携が進み、1920年代以降は産業防衛目的のカルテル構築が本格化、1934年にはスイス連邦政府が政令による時計産業保護（ムーブメント部分のみの輸出に起因する国内時計産業の空洞化防止や、他国の時計産業伸長を防ぐ目的の時計製造機械の輸出管理など）に乗り出した。スイス時計産業の独特な構造は1960年代までスイス時計の国際競争力を維持し、最盛期には自社でムーブメントを製造できる一貫生産メーカー（マニュファクチュール）のほか、多数のムーブメント専業メーカーに支えられた有名無名の膨大な時計ブランド（エタブリスール）を擁した一方、業界全体の近代化では後れを取る結果となった。
なお、スイスメーカーのムーブメントを部品として輸入して、ケース製作と最終組み立てのみ輸入国で行うノックダウン生産手法の一種「シャブロナージュ」(chablonnage)は、関税抑制の目的で懐中時計時代の19世紀末から見られ、腕時計主流の時代になっても盛んに行われた。20世紀に入ってからはアメリカの大手時計メーカーの一部が、スイスに自社現地工場を置いてムーブメント生産を行い、人件費を抑制（当時、大量生産技術をもってしてもアメリカ本国の人件費はすでに高くついていた）しつつスイス時計業界・スイス政府の利益逸出政策を回避する動きも生じた。

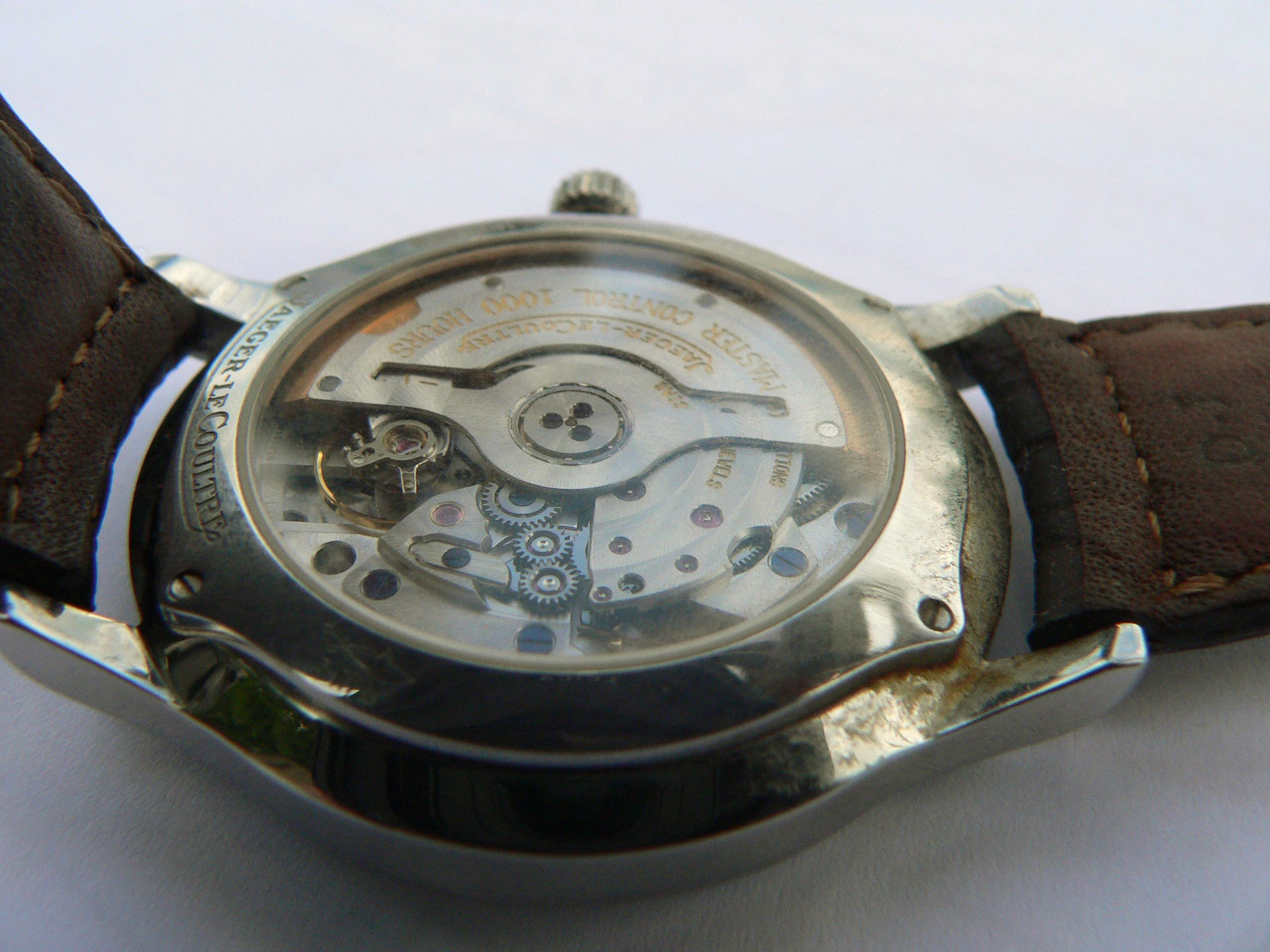
ジャガー・ルクルト製自動巻腕時計の内部

### 自動巻腕時計

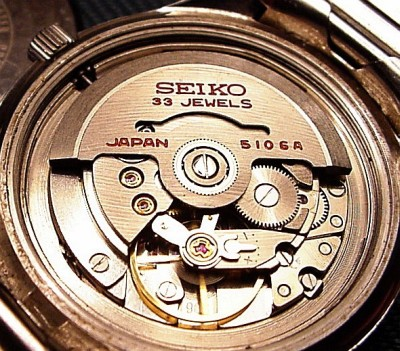
セイコー・プレスマチックのムーブメント。上部に回転式ローターが見える

自動巻腕時計（Automatic watch）とは、時計内部に半円形の錘（ローター）が組み込まれており、装着者が腕を振ることにより錘が回転し動力のぜんまいを巻き上げるものである。錘を仕込んだ自動巻機構自体は懐中時計用としてスイスのアブラアン＝ルイ・ペルレにより1770年ごろに発案されていたが、ポケットに収まった安定状態で持ち運ばれる懐中時計よりも、手首で振られて慣性の働きやすい腕時計によりなじむ技術であった。それに対してブレゲは振り子による自動巻き「ペルペチュエル」を開発したが、構造が複雑だったため一般には普及せず、19世紀の懐中時計のほとんどは鍵巻きおよび、パテック・フィリップの創始者の一人であるアドリアン・フィリップが1842年に発明した竜頭による手巻きであった。
最初の実用的な自動巻腕時計となったのはイギリスのジョン・ハーウッドが開発した半回転ローター式（ローターの片方向回転時のみでぜんまいを巻き上げる）で、1926年にスイスのフォルティスから発売された。続いてより効率に優れる全回転式ローター自動巻（ローターの回転方向を問わず歯車機構の組み合わせで一定方向の回転力を取り出し、ぜんまいを巻き上げられる）がスイスのロレックスで1931年に開発され、同社は「パーペチュアル」の名で市販、オイスターケースと呼ばれる防水機構とともにロレックスの名を広めた。
初期のロレックス自動巻に代表される手法の弱点は、ローターの存在する分、手巻式ムーブメントに比して厚手でかさばってしまうことで、主要な時計メーカーは自動巻ムーブメントの改良過程で、薄型化と簡略化、効率良い動力の取り出し方を試行錯誤した。片方向回転式や、オメガの一部機種のようにローターの回転幅を制限した過渡的なモデルなども見られたが、1950年代以降は大幅に薄型化された両方向全回転式ローターの自動巻が本命となって普及、現在の自動巻腕時計では全回転ローター式が一般化している。また、ローターの形状もペルレの時代の半円状から、外周部に金などの重金属を使用したり中抜きした形状にするなどして回転効率を向上させている。
自動巻腕時計の多くは竜頭を用いてぜんまいを手巻きすることもできるが、構造を簡素化する目的で自動巻専用としたものもある。自動巻は装着されている間ぜんまいの力が適度な程度に蓄えられ、手巻き式に比べて精度が高くなる傾向がある。身に付けていない場合にはワインディングマシーンにセットしておくことでぜんまいを巻き上げておけるため、機械式腕時計の収集家がその種の装置を用いる例が見られる。

### 日本の腕時計
日本では1913年、服部時計店が国産初の腕時計「ローレル」を発売しているが、その7石ムーブメントは懐中時計との共用品であった。サイズの制約が厳しい腕時計の技術でスイスやアメリカの製品に比肩することは容易でなく、日本製腕時計への評価は当の日本でも第二次世界大戦後まで決して高くなかった。1957年時点でも日本の腕時計市場ではスイス製品が大いに幅を利かせ、スイス時計は年間で約200万個程度が流入していたが、そのうち正規ルートで輸入されたのは30万個程度であとの大部分は密輸入だったという。上級価格帯ではオメガやロンジン、廉価品ではエニカ、ジュベニア、シーマといったスイス系銘柄の人気が高かった。
それでも1950年代以降、日本の腕時計の技術は着実に進歩して国内の廉価帯市場では輸入品を圧するようになり、1960年代以降はカメラと並ぶ主要な輸出商品となった。手巻きロービート式が標準であった当時、上位2ブランドから送り出されたセイコー「マーベル」（1956年発売）、シチズン「ホーマー」（1960年発売）は、共にスイス製腕時計を参考にしつつも、高精度と自動生産化を両立させるための構造合理化・パーツ大型化などが試みられ、両社の技術的なターニングポイントとなった製品である。1955年には国産初の自動巻腕時計「セイコーオートマチック」が発売され、その後も「グランドセイコー」（1960年）、「シチズン クロノメーター」（1962年）など、スイス製に匹敵する精度の国産時計が登場した。耐震機能や防水機能の装備、自動巻きやカレンダー機構の導入も急速に進行した。1964年には東京オリンピックの公式計時機器としてセイコーが採用された。セイコーは電子計時を採用し、これを契機に日本製腕時計が世界的に認められるようになる。日本の主要な腕時計メーカーは、電卓分野からエレクトロニクス全般に成長した総合メーカーであるカシオ計算機を除くと、すべて懐中時計や柱時計の分野から参入した企業である。セイコーとシチズン時計、カシオの3社が主要大手メーカーである。機械式腕時計時代の国産第3位であったオリエント（吉田時計店→東洋時計が前身）は業績不振から現在はセイコーエプソン傘下にて存続する。リコーエレメックスは柱時計メーカーに起源をもつ旧・高野精密工業の後身で、1957年から「タカノ」ブランドで腕時計を生産したが、中京圏に本拠があったため1959年の伊勢湾台風で大被害を受けて業績悪化、1962年にリコーに買収され、のち腕時計ブランドもリコーに変更したが、2021年頃に腕時計事業から撤退した。

### 精度向上と電気動力化
機械式の腕時計には振り子の代わりとなるテンプが組み込まれており、その振動数が高ければ高いほど時計の精度は上がる傾向がある。並級腕時計のテンプは振動数が4 - 6回/秒のロービートだが、高精度型腕時計では8 - 10回/秒の多振動となっておりハイビートとも呼ばれる。現代の機械式時計のうちスイス製の高級品にはハイビートが多く、また日本製でも上級品はハイビートが多い。ただしハイビート仕様とすると部材の疲労や摩耗が早まり、耐久性では不利である。
電池エネルギーで作動する腕時計はアメリカのハミルトンが開発し、1957年に発売した「ベンチュラ」が最初である。これは超小型モーターで駆動する方式で、調速の最終段階には機械式同様にテンプを使っていた。ボタン状の小型電池を使う手法は、以後の電池式腕時計に踏襲されている。

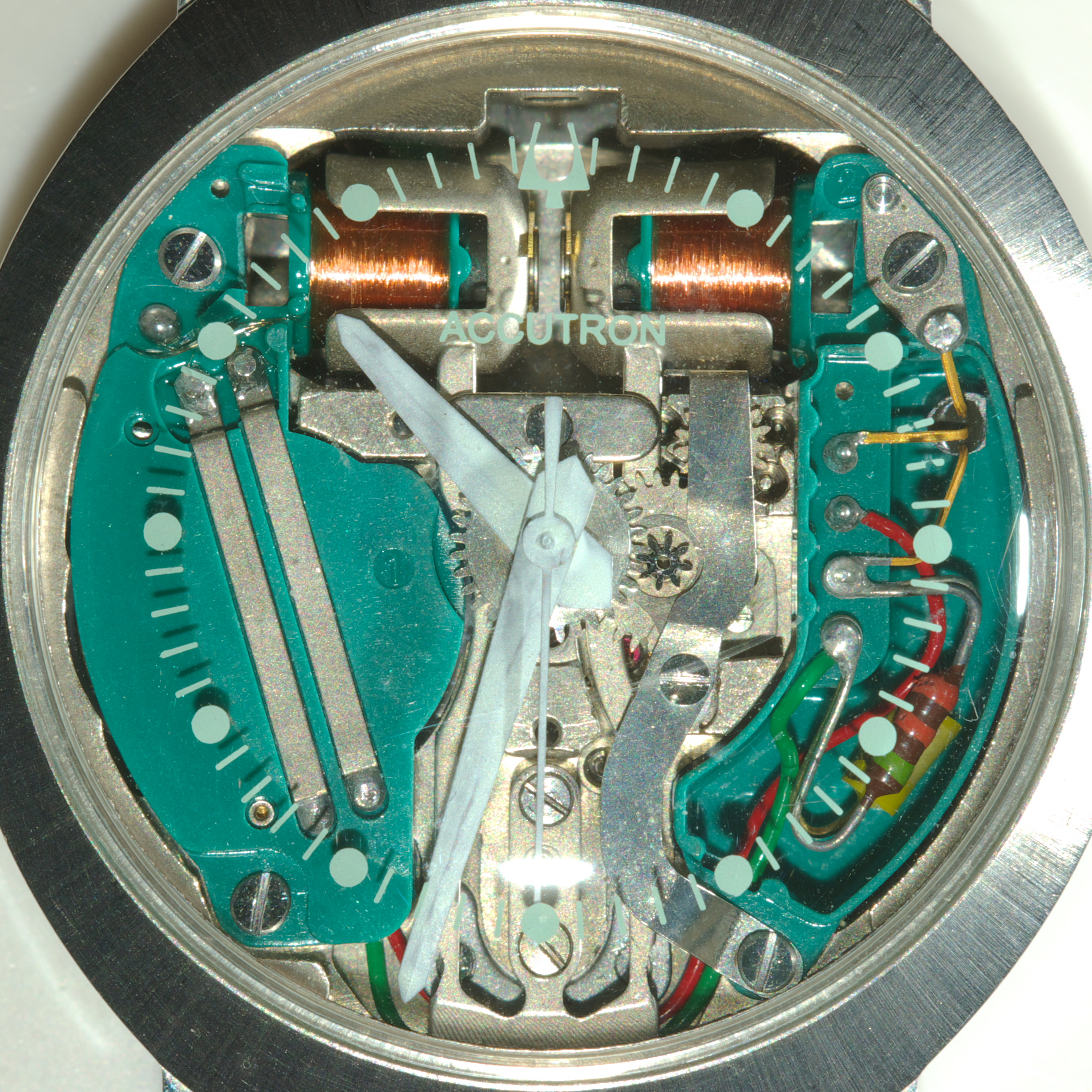
ブローバアキュトロン（1963年製造品）。電子部品とともに中央に音叉が見える

1959年にはやはりアメリカのブローバが音叉式腕時計「アキュトロン」を開発した。超小型の音叉2個を時計に装備して、電池動力で振動を与え、音叉の特性によって一定サイクルの振動を得る。この振動を直接の動力に、一方向のみへ駆動力を伝えるラッチを介して分針時針を駆動するものである。振動サイクルは毎秒360回とクォーツ式腕時計登場の前では最高水準の精度であったが、ブローバが技術公開やムーブメント供給に積極的でなかったこともあり1976年には生産を終了している。

### クォーツ式時計
クォーツ時計自体は1920年代に発明されていたが、当時は能動素子に真空管を使用していたため、タンス並に大きな据え置き式時計となり、しかも高価なことから、天文台などの研究機関や放送局など、精度の高い計時が要求される分野でわずかに利用されただけだった。クォーツ時計が携帯可能なサイズとなり、一般に広く普及するには、集積回路が安価に利用可能となる1960年代を待たなければならなかった。
ブローバのアキュトロンに危機感を抱いたセイコーは「遠からず水晶時計の時代が来る」と確信し、1959年にクォーツ式腕時計の開発をスタートした。
1967年、世界初のクォーツ式時計のプロトタイプが登場した。スイスのCentre Electronique Horloger (CEH) によるBeta 1、および日本のセイコーによるアストロンのプロトタイプである。
1969年12月25日にセイコーは世界初の市販クォーツ式腕時計「アストロン」を発売した。当時の定価は45万円で当時42万円だった大衆車トヨタ・カローラよりも高価であった。振動数の高さは圧倒的で、機械式はおろかブローバの音叉式「アキュトロン」をもはるかにしのぐ日差±0.2秒以内、月差±3秒以内という高精度を実現した。銀電池で1年以上駆動する。
ウォッチに限らずクロックなど、あらゆるクォーツ時計に共通のことであるが、水晶発振子の周波数には、単純な2分周の繰返しで1秒を得られるなど扱いやすい32,768 Hz（＝215 Hz）がもっぱら使われている。

### クォーツショック
クォーツ式時計は、機械式やそれ以前の各種電池式に比べ圧倒的に誤差が少ないこと、セイコーが特許の公開を行ったため各社が製造に参入し急速にコスト削減が進んだことから、1970年代に市場を席巻した。なおスイス側から見てスイス国内の時計生産はセイコーにおけるクォーツ時計の量産により瀕死の状態まで追い詰められたため、これを「クォーツショック」と呼んでいる。

### デジタル時計
数字点滅表示式の、いわゆるデジタル式の腕時計として、最初に市販されたのは1970年、アメリカのハミルトンの「パルサー」であった。しかしパルサーは赤色の発光ダイオード (LED) を表示器に使用しており故障が多く、また時刻合わせは専用の磁石を裏面に近づけて行うなどの特殊な構造のため実用性に問題があり、同種のフォロワーともども数年のうちに市場から消えた。
実用的なデジタル時計の実現はその後の液晶表示器 (LCD) の導入以後で、1972年-73年にかけ、グリュエン、セイコーなどからLCD時計が出現した（当初からクォーツ式であった）。当初は物珍しさもあり極めて高価な製品だった。しかし、ボタンスイッチの電気接点以外に可動部品が皆無な構造で大量生産に適するため、短期間のうちに低価格化が促進され針式より廉価な設定の商品として普及した。
子供用やノベルティなどの目的で製造される時計はピンレバー式脱進機の安物が主流であったが、液晶式デジタル時計はその種のローエンド市場を一新し、改めて開拓する製品に位置付けられた。
その後アラーム機能、ストップウォッチ機能など、腕時計の高機能化と低価格化が同時に進み、かつて高級品であった腕時計は身近なコモディティーとなった。それ以前のような定期的な分解掃除が不要となり、機械式時計を取り扱う技術者（時計師）を擁する日本全国で3万軒時計店が廃業の縁に立たされたという。

### 機械式の復権、クォーツのコモディティ化と日本メーカーの凋落
1980年代に入ると、精度ではクォーツに劣るものの熟練工によって作り上げられる機械式の時計の良さが再評価され始め、スイス製の高級機械式時計が徐々に人気を取り戻してきた。
クォーツ時計登場以降、欧州では独自のムーブメント製造を行う機械式時計のメーカーやムーブメント製造を行う専門メーカーの再編と淘汰が進み、部品の製作・加工に自動化設備が導入され、世界的な規模でムーブメントの共有化が進んだ。その結果、スイスのエタがヨーロッパの機械式時計業界へのムーブメント供給で大きなシェアを占めるようになった。このため、高級ブランドは大衆ブランドと同型のムーブメントを共用しつつ、ケーシング（精度、仕上、耐久性、デザインなどを決定する最終組立）による差別化に技術とコストを集中できる状況となった。
時計製造を専門としない無名のアッセンブリーメーカーがアジア製の廉価なクォーツムーブメントをやはり廉価なケースに収めて実売1000円 - 3000円程度の格安価格でさまざまなブランドをつけて流通させる事例が、1980年代以降世界的に一般化した。この種の廉価時計は中国や香港などで組み立てられるものが多く、また在来の時計商の卸売ルートでなく雑貨卸売のルートで市場に流通した。
その種の廉価時計は、当初こそケース回りの防水性などの低い製造品質のために、在来の時計店からは電池交換を断られることもあったが、精度自体はクォーツ方式のため必要な水準に達していた。1990年代までにはケースの設計・組立技術も向上し防水面などでも十分な実用性を備えるようになり、世界的に量販価格帯を席巻した。
手軽かつ高機能なクォーツ時計と、復興を始めたスイス製の機械式時計に代表される高級な工芸品・嗜好品の機械式時計という位置づけで棲み分けがなされ、廉価なクォーツ式時計が市場にあふれたことで日本製のクォーツ式時計の業績は急激に悪化した。完全にコモディティ化した方式の針式や液晶デジタル表示の腕時計に替わる、新たな付加価値を模索する動きが始まったが、機械式では、日本メーカーは自らが生み出したクォーツ技術により、1970年代以降世界的に認められていた機械式時計技術を持つ職人をほとんど失っていた。
こうして、超高級ブランドでは欧州にかなわず、コモディティ製品では価格競争力が無いという現代の日本製品に典型的な構図へ埋没することとなった。

### 新たな腕時計の模索

#### 電波時計
1990年、ユンハンスが世界初の電波式時計『メガ1』を発売した。1993年、シチズンは世界初の多局受信型電波時計を発売した。電波式腕時計は、2000年代に入ってから売れ行きを伸ばしている。
電波時計は、標準電波を受信することにより時刻を自動的に補正する。基本的にはクォーツ方式で時を刻むが、1日に数回、原子時計で管理された標準電波を送信局から受け取り、自動的に正しい時刻に修正するため、電波を受信できる環境にあれば誤差が蓄積せずいつまでも正しい時を刻むことができる。
当初は電池の寿命が短い等の問題があったが省電源機能が発達するとともに、最近はダイヤル面に太陽電池を装備して電池を充電することで電池交換を不要とした電波ソーラーと呼ばれるものが普及している。

#### 衛星電波時計

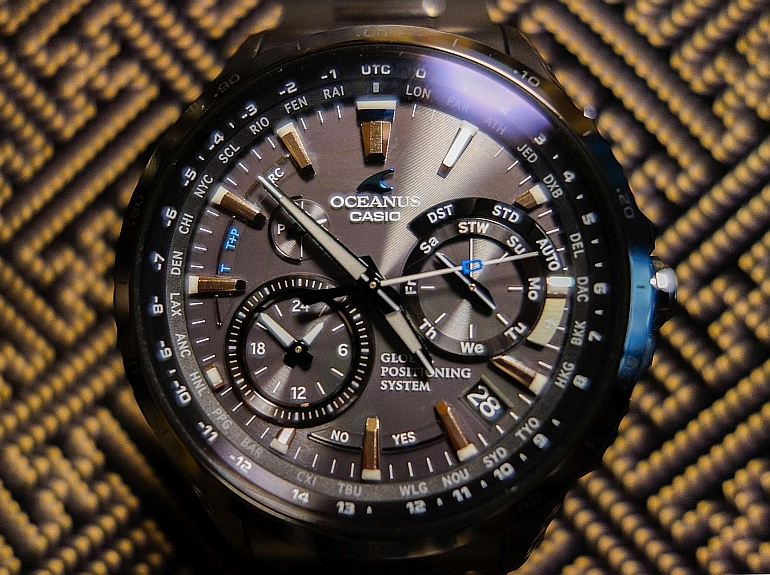
「GPSハイブリッド電波ソーラー」腕時計（カシオ）

2011年、シチズンが世界初の人工衛星（GPS衛星）を使った衛星電波式腕時計『エコ・ドライブ サテライトウエーブ』を数量限定で発売した。また、2012年にはセイコーがGPS衛星を使った衛星電波式時計『アストロン』を発売した。
2014年7月にはカシオから、衛星電波または地上標準電波どちらかを受信して時刻修正する世界初の機能『GPSハイブリッド電波ソーラー』を搭載したG-SHOCKが発売され、10月にはフルメタルボディーのOCEANUSにも搭載された。
通常の電波時計と違い、送信局を経由して時刻修正することが不要となり、屋外で位置情報が受信できる環境にあれば現在地時刻を取得することが可能となる。

#### スマートウォッチ

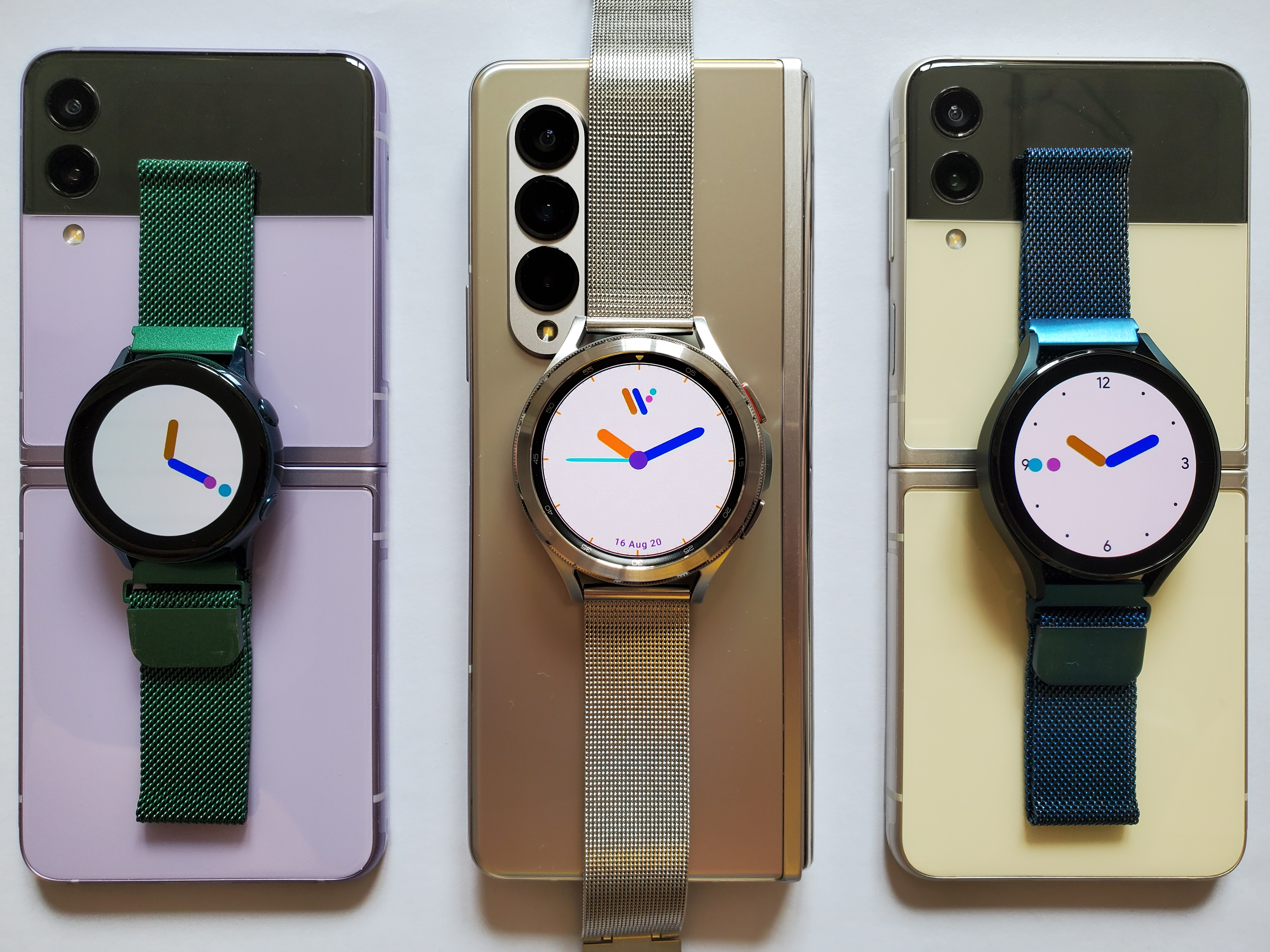
スマートウォッチ

2001年、シチズンと日本IBMが共同開発した試作機「WatchPad 1.5」がBluetooth搭載では世界初。2006年、Bluetooth通信を可能とした腕時計として世界初「i:VIRT（アイバート）」を発売した。
2010年代になるとスマートフォンとBluetoothでリンクできる腕時計、スマートウォッチ（腕時計型デバイス）が普及した。自動時間修正・時報・ワールドタイム・ストップウォッチ・携帯電話検索などの連携機能がスマートフォンのアプリで動作する。

### 時計付き携帯電話の普及と腕時計利用者の減少
時計付きの携帯電話やスマートフォンの普及により、手首の腕時計を見るのでなく、懐中時計のように、携帯電話を取り出して時間を確認するという、20世紀初頭の時代へ逆行するような現象も一般化しつつある。日本では、「腕時計を身に付けている時でも、ほとんど携帯電話で時刻を確認している」という人がほぼ半数を占めるという調査結果もある。

### 試験会場への持ち込み禁止
Apple Watchなどのウェアラブルコンピュータ（スマートウォッチ）の登場によりイギリスのロンドン大学ではあらゆる腕時計について、携帯電話と同様に会場に持ち込まないよう通達を出し、かわって試験中の時間確認のための置時計を購入する予算を組んだ。日本でも、日本英語検定協会が実施したIELTSのテストで、腕時計の全面的な持ち込み禁止のほか、受付時にメガネの確認を行うという、スマートウォッチはもちろんスマートグラスにも対応したルール改定を行った。

### 各メーカーの動向
以下に各社の動向などを記す。

#### セイコー
機械式時計マーケットにおける復権をかけ、高級機として1960年代に名声を博した「グランドセイコー」などを復活させるなど、機械式時計に再度力を入れた。機械式ばかりではなく、ビスカススイープ、キネティック、スプリングドライブなど新方式の研究も進め、実用化している。2000年代に入ってからはクレドールブランドの超高価格帯製品「スプリングドライブ ソヌリ」などや「セイコー・スペクトラム」のような新コンセプトのモデルも作っている。
ビスカススイープはクォーツ時計で、ダンパとばねによる音叉時計のようなスイープ運針を実現した方式であったが、採用したムーブメントは1988年の5S21と90年の5S42にとどまった。

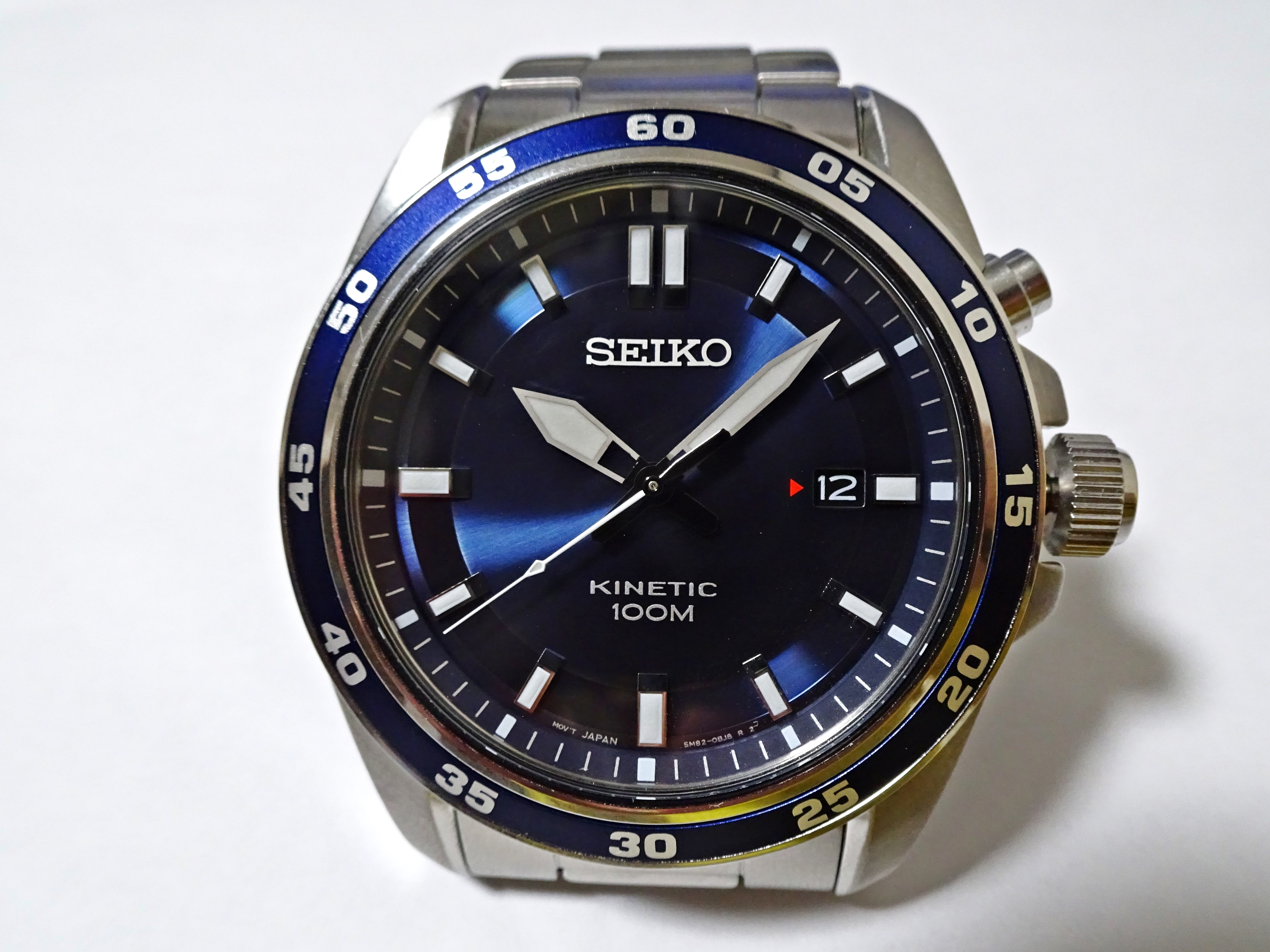
SEIKO KINETEC SKA783P1

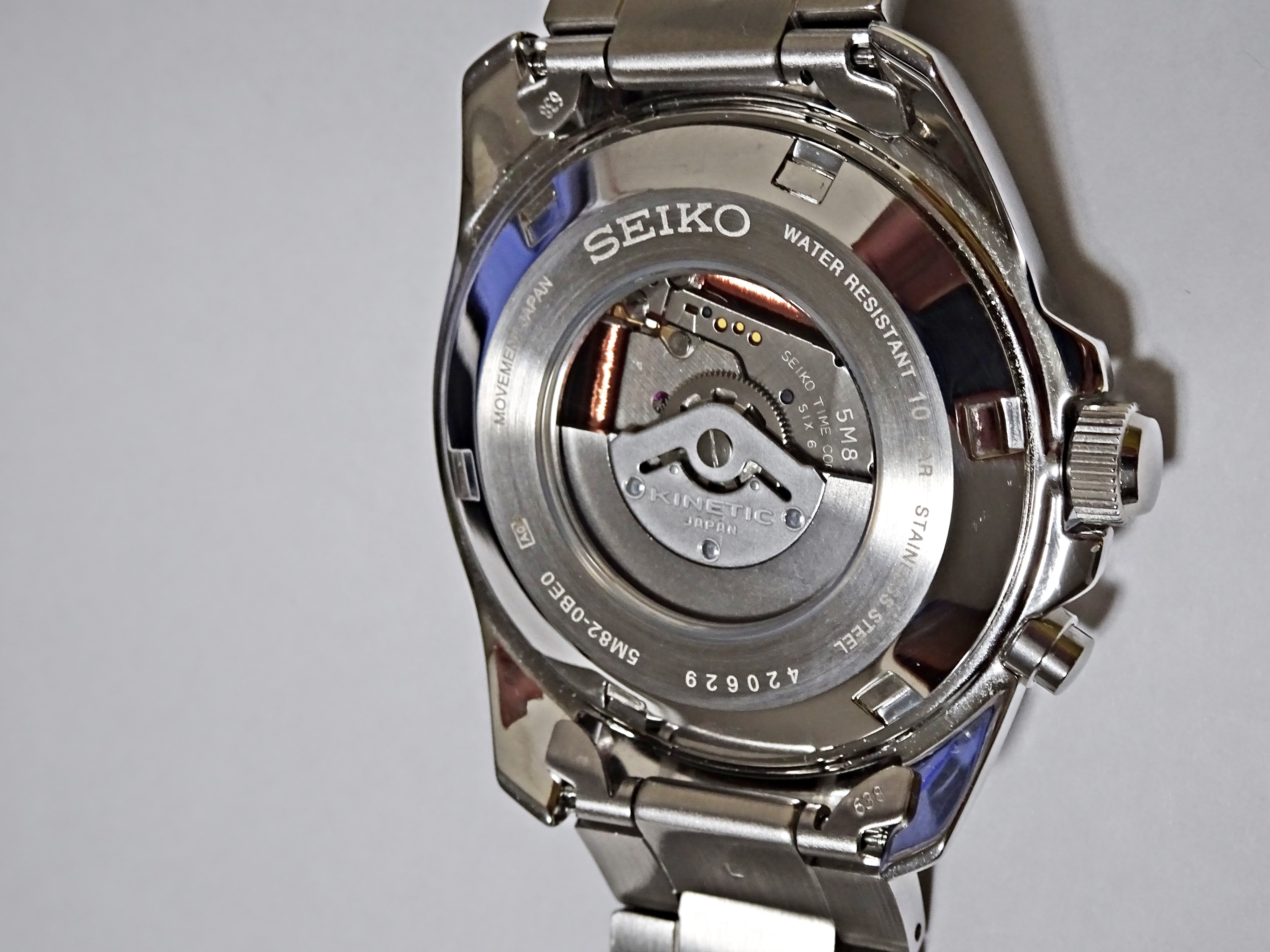
キネティック発電機構が見える

キネティック (AGS) は1988年にセイコーが発売した、世界初の自動巻き発電クォーツ時計「セイコー オートクオーツ」のムーブメントに使用された方式である。発売時は機構名をAGS (Automatic Generating System) としていたが1997年にキネティックに変更された。
キネティックは自動巻き時計と同様に、腕の振りによって発生したローターの回転を歯車で約100倍に増速し、発電した電力をキャパシタに蓄える電池交換不要のクォーツ時計である。装着していない時には省電力のため針の動きが自動的に停止し、再び装着され振動が与えられるとそれを感知して自動的に現在時刻に復帰する「キネティックオートリレー」、うるう年においても正しい日付を示す「キネティックパーペチュアル」、手巻き充電にも対応し、パワーリザーブ表示機能を持つ「キネティック・ダイレクトドライブ」もある。
1999年にセイコーがリリースしたスプリングドライブは、機械式ムーブメントながらテンプやアンクルを持たず、代わりに水晶振動子を使用した電子的な調速機構を組み込み、動力源と発電源に自動巻きで巻き上げたぜんまいを使用しながらクォーツ時計と同等の高精度を実現したものである。このため機械式調速機構で使用されるテンプや、クォーツ時計で使用される電池が不要である。セイコーはスプリングドライブを機械式とクオーツ式に対する第三の駆動機構」と位置づけている。
世界的には、機械式時計のセイコー5が電池の入手が困難な低開発諸国を中心にクオーツ時代を生き残り、その一部が国内に逆輸入され、また、一部は国内で再生産されている。セイコー5は安価ながら実用上十分な精度、カレンダー、防水、自動巻き機能をもっており、機械式時計の入門機として一定の需要を維持している。

#### カシオ計算機
「腕時計は床に落とせばたやすく壊れる」という常識に反し、2〜3階から落としても壊れないという耐衝撃性能を備えたタフな腕時計、G-SHOCK（Gショック）を1983年から発売した。Gショックはその頑丈さを買われ、過酷な環境や戦場で愛用されるようになった。最初はデジタルウォッチのみの展開であったが、1989年には「デジアナ」ウォッチもラインナップに加えた。日本では発売早々ヒットとはいかなかったが、1990年代には映画に登場させたり、
「限定商品」を投入する販売促進策などによって大躍進に至った。
2010年代になると廉価帯の腕時計としてのコストパフォーマンスの高さが人気となり、「チープカシオ」として再びブームを起こした  。

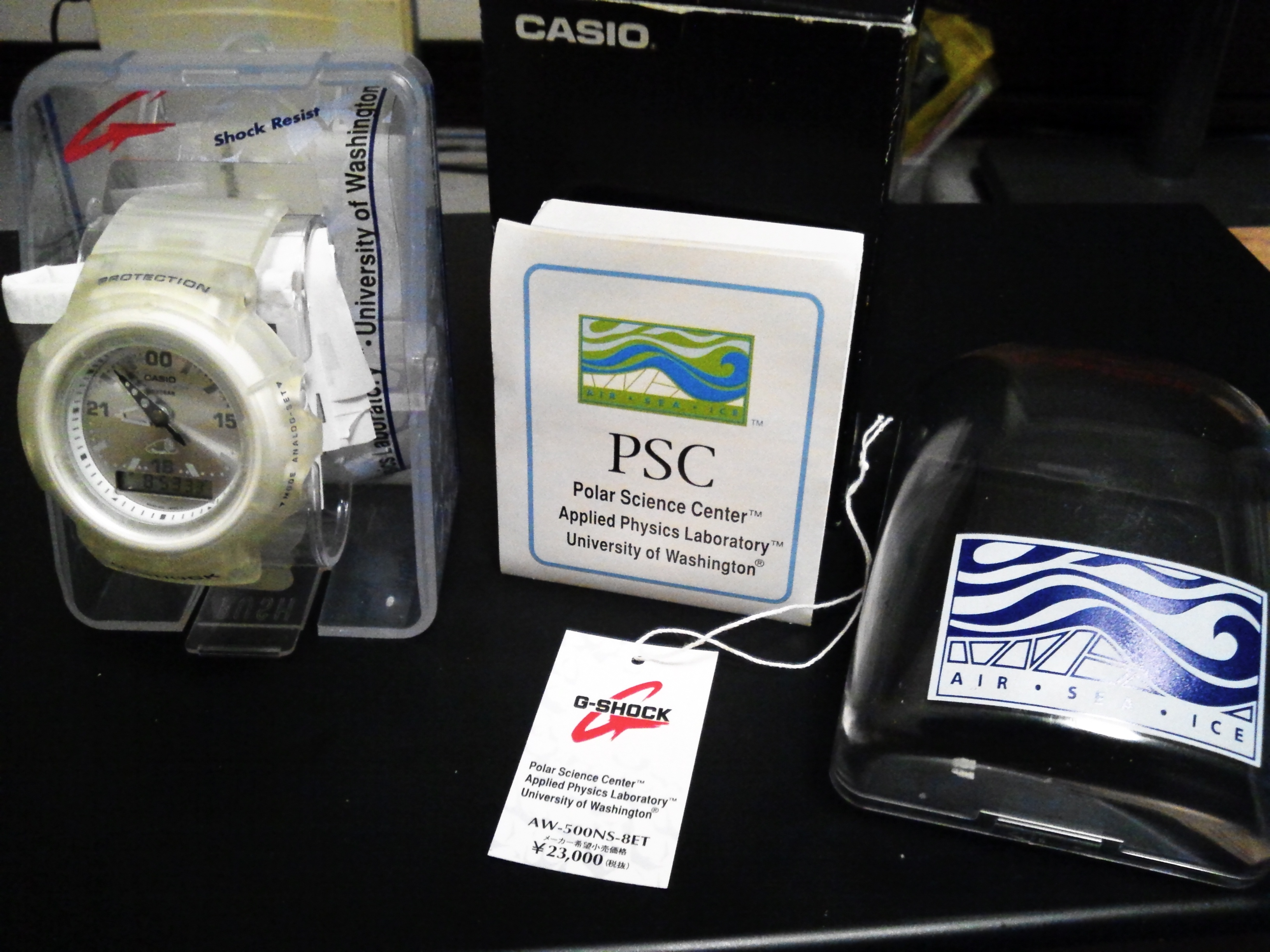
大ヒットした限定G-SHOCKの一例。 初代デジアナをベースにしたスケルトンモデルである。

#### シチズン
シチズンの「エコ・ドライブ」は光発電によって駆動する。また外気温と装着者の体温の差を利用しゼーベック効果によって発電した電気エネルギーを動力源にする「エコ・ドライブ サーモ」の腕時計もあった（現在、エコ・ドライブ サーモを適用した腕時計は販売していない）。

#### スウォッチ
安価なクォーツ時計に鮮やかな色彩、有名アーティストによるデザイン差別化や少数限定販売によるコレクションアイテムとして、ユーザーの支持を集めた。ニコラス・ネグロポンテによるインターネットタイムを提唱したが普及には至っていない。
2010年ごろにおいて、壁時計では秒針の音を避けるなどの目的でスウィープ運針のものも多いが、クォーツ時計はほとんどが秒刻みの運針であったが、シチズンの傘下のブローバから、毎秒16回駆動のクォーツ時計が発売された。シチズンとブローバは以前に音叉式時計で提携しており、ブローバからの技術導入でシチズンが国産化した経緯がある。
機械式腕時計でも脱進機の新機構が導入された。スイスのユリスナルダンが2001年に発表した「フリーク」は新しい脱進機の導入により、潤滑油を不要としている。オメガはジョージ・ダニエルズが発明した「コーアクシャル」脱進機の導入によりアンクル爪とガンギ歯の摩擦の低減に成功している。さらに近年では独自の脱進機を開発したり、ガンギ車やアンクル、ヒゲゼンマイにシリコンや新たな特殊合金などの先端素材を採用してオイルフリーや精度向上を目指す動きもある。
2013年5月のBaselworld（バーゼル・フェア）において、スウォッチが発表したSistem51は高価な機械式自動巻き時計と同程度の性能を持ちながら、完全機械化された製造工程と「51」の由来である部品数低減などの最新の再設計により、クォーツ式と同様のファッショナブルなスタイリングと同程度の価格帯の機械式腕時計を提供した。

## 防水時計
ムーブメントを水分から保護する仕様のケースを装備した腕時計を防水時計と呼ぶ。現在では一般に市販されている腕時計の多くが、何らかの防水仕様を備えている。規格については一般用耐水時計の規格として、ISO 2281/JIS B 7021 に記されている。古い防水時計では "Waterploof" ないしはそれに類する表記がされている事例が見られるが、今日の防水時計はいずれも "Water Resistant" またはそれを略した "Water Resist" などが表記に用いられる。　
防水機能は、「気圧」もしくは「水深 (m/ft)」で表される。基本的には、小雨に打たれたり日常の水仕事で水がかかっても大丈夫というレベルの「日常生活防水」（3 - 5気圧防水）、水泳や潜水などで着用する10 - 20気圧防水、本格的なダイビングに使用される潜水用時計（数百メートルから極端なものでは一万メートル防水も）までさまざまなレベルがある。
ただし「3気圧防水」と言っても、「水深30メートルまで大丈夫」というわけではない。この気圧は、静止した状態でこの水圧に耐えられるという意味であり、衝撃や圧力が加わった場合の防水機能は保証されない。水深で表される場合には実際に表記どおり潜ることも可能な性能を持つが、経時的な防水機能の劣化のため、パッキング交換等のメンテナンスを怠ると性能を充分に発揮できずに浸水する場合がある。
| 使用例                                                                           | 飽和潜水用 300m防水 | 空気潜水用 200m防水 | 日常生活強化 20気圧防水 | 日常生活強化 10気圧防水 | 日常生活強化 5気圧防水 | 日常生活 防水 | 非防水 |
| -------------------------------------------------------------------------------- | ------------------- | ------------------- | ----------------------- | ----------------------- | ---------------------- | ------------- | ------ |
| JIS B 7023 / JIS B 7021 による規定                                               | 2種潜水時計         | 1種潜水時計         | 2種防水時計             | 2種防水時計             | 2種防水時計            | 1種防水時計   |        |
| 雨や手洗いの際の水しぶきに耐えうる程度の使用                                     | ○                   | ○                   | ○                       | ○                       | ○                      | ○             |        |
| 水仕事（炊事・洗濯）に耐えうる程度の使用                                         | ○                   | ○                   | ○                       | ○                       | ○                      |               |        |
| ヨット・ボートなどのマリンスポーツ、釣りなど船上作業。プールなどでの軽い水中使用 | ○                   | ○                   | ○                       | ○                       |                        |               |        |
| 競泳、素潜り、シュノーケリングなどの浅い水中での使用                             | ○                   | ○                   | ○                       |                         |                        |               |        |
| スキューバダイビングなど空気潜水での使用                                         | ○                   | ○                   |                         |                         |                        |               |        |
| 飽和潜水での使用                                                                 | ○                   |                     |                         |                         |                        |               |        |

### ねじ込み式竜頭
この種の時計は第1次世界大戦前後に出現しており、初期にはガラスののぞき窓と竜頭操作用のねじ込み蓋を備えた別体ケースに腕時計を入れてベルトで装着するものがあった。防水性は確保できるものの操作製が悪く体裁も悪かった。
早期に近代的な防水構造を採用した代表例は1926年のロレックスである。オイスター社が開発した削り出しによる一体構造の「オイスターケース」にパッキングを装備したねじ込み竜頭を備えてコンパクトでスマートな防水時計を実現した。1928年にはロレックスを装着した女性メルセデス・グライツがドーバー海峡横断遠泳に成功、ロレックスの防水性を広く喧伝した。

### Oリング防水
ねじ込み式竜頭は原理自体は理想の方法だが、ぜんまい巻き上げや時間合わせで頻繁に竜頭を使うと、摩耗して気密性が下がる弱点がある。それに代わる簡易な手段として裏蓋や竜頭部分のパッキンにOリングを使い防水性を確保する手法が広まった。Oリングの劣化で気密性が下がった場合はOリングの交換で復旧できる。ケース材質もさびにくいステンレス製とし、裏蓋を扁平なねじ込み式として密閉性を高める手法も一般化した。
Oリング方式は第二次世界大戦中には連合国側で通常型の軍用時計に広く使われ、戦後は大衆時計にまで普及した。しかし初期のOリング式防水時計は現代で言う「日常生活防水」レベルの防水性能がほとんどであったため、日本でも1960年代前期に、ユーザーが防水性を過信して着用したまま入浴や水泳を行い時計を故障させるトラブルが続出したことがある。
一部のメーカーは耐久性の要求される時計について、一種の多重ケース構造に近い手法とOリングの併用で気密性をさらに高める方法を採った。「オメガ・シーマスター」シリーズの高性能版はその代表例である。
クォーツ時計では廉価に電池交換を請け負う店舗が多く存在するが、この際に防水Oリングの交換や組み込み、再組立てが時計メーカーの指定通りに行われるかは一部のメーカーの指定業者以外では保証が無い。従って、電池交換の際に「電池交換後は防水機能を保証できない」とする時計店もある。
メーカー指定の時計専門店、もしくはメーカーに送付して電池交換を行う場合はOリング交換や防水検査が実施されるのが普通である。

### ダイバーズウォッチ

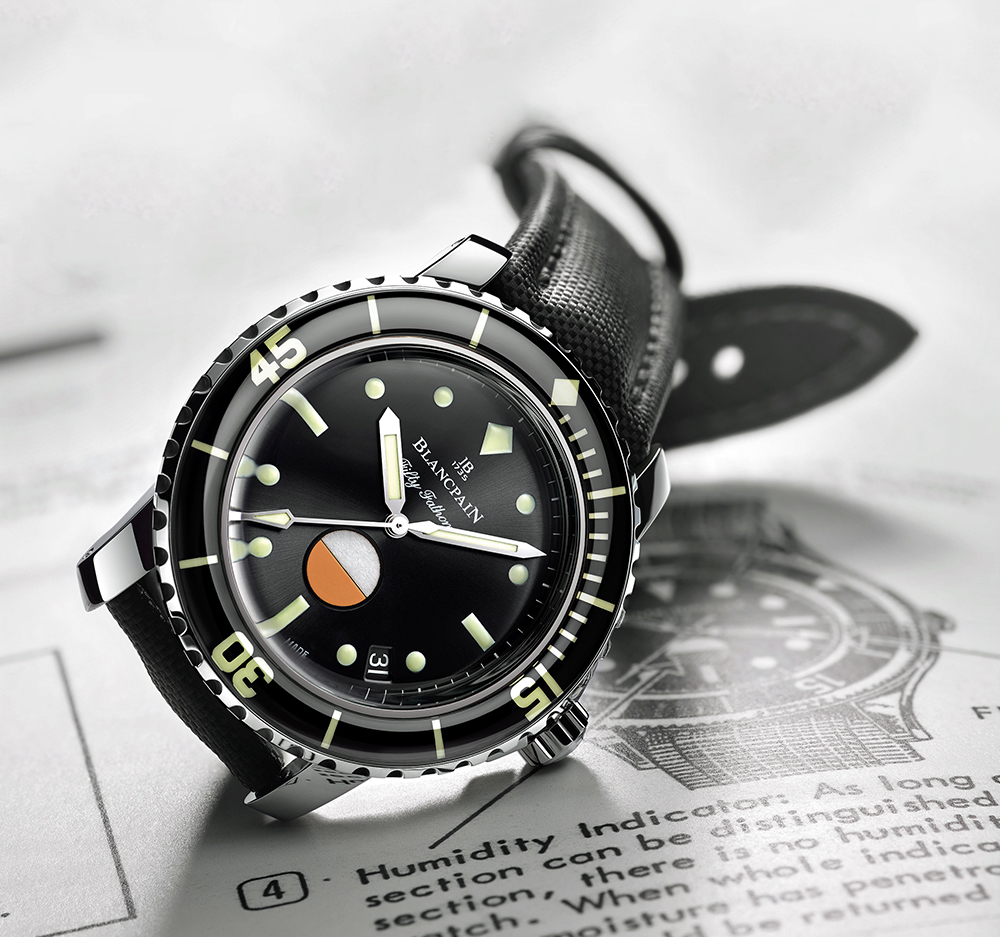
ブランパンのフィフティファゾムズ

夜光塗料を塗布した文字盤を装備して暗い水中でも視認でき、ねじ込み式竜頭やOリングなどで防水機能を確保することで、水深100m以上の水圧に耐えられる「ダイバーズウォッチ」は、1930年代に軍用向けに出現した。潜水時間や水面帰還時の空気圧を管理する安全上の理由からも、夜光防水時計は必須だったのである。オフィチーネ・パネライのダイバー用大型時計はその初期の例であり、軍用型防水時計の類例が生産されるようになった。
しかし本格的な普及は第二次世界大戦後となった。1943年にジャック＝イヴ・クストーが考案したアクアラング装置が戦後に広まり、スキューバダイビングが容易になったことは普及の契機になったと見られる。
高度な防水性能を持たせ、水中での視認性に優れた夜光式の時分針と、大ぶりな夜光塗料ドットを等間隔配置した文字盤、潜水時間管理に利用できる回転式ベゼルを装備した民生向け市販時計の最初は、1953年にブランパンが発表した「フィフティファゾムズ」(Fifty Fathoms) で、このモデルはクストーがルイ・マルと製作した海洋記録映画『沈黙の世界』（1956年）撮影でも用いられた。その後の多くのダイバーズ・ウォッチは、多かれ少なかれフィフティファゾムズのデザインの影響を受けた回転ベゼル付きの類似デザインが多数派となっている。

## 宝飾時計

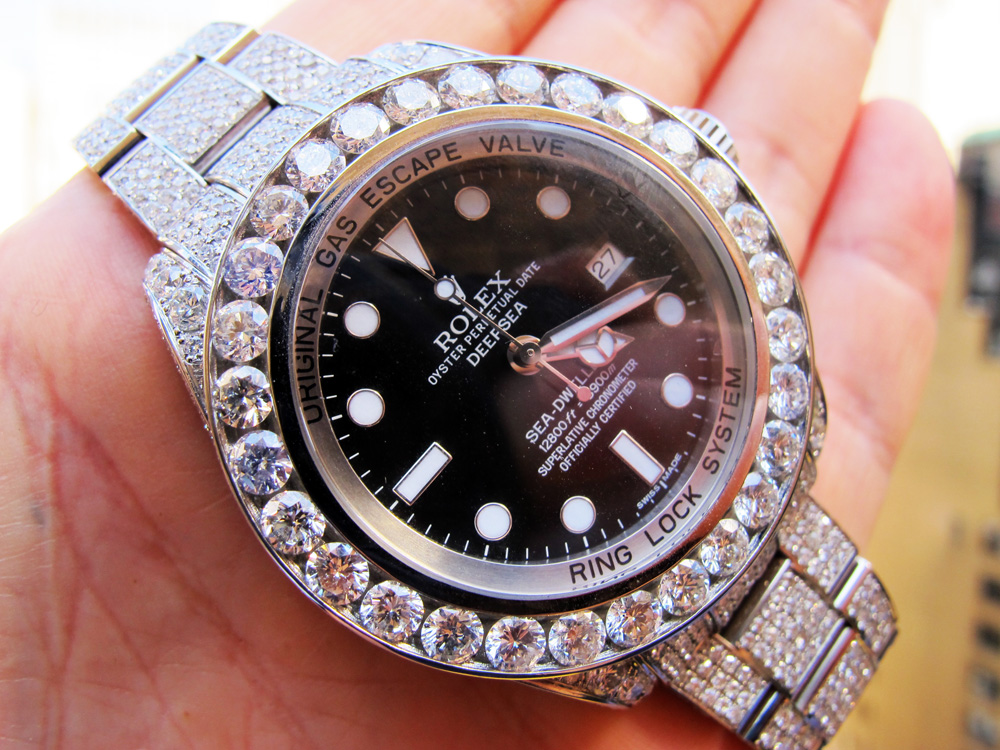
ケース全面にアフターダイヤ加工が施されたロレックス

美術工芸品としての腕時計もある。材料に金や銀などの貴金属をふんだんに用い、ルビーやダイヤモンドといった宝石を散りばめた華美な装飾品としての時計である。極端なものでは、風防に数カラットの大粒ダイヤモンドを用いるなど、数億円の時計まで存在する。メーカーで製造されるものもあるが既存の時計を加工して作る場合もあり、アフターダイヤなどと呼ばれて区別されることもある。
こうした時計は、クオーツ式ではなく機械式であることが多い。

## 視覚障害者用時計
視覚障害者が時間を確認できるように、指で直接針や文字盤を触れるようにした腕時計。文字盤には突起が設けられており、時間を確認する時には、文字盤を覆っているカバー部分を開いて指で触れるようになっている。通常の腕時計としても使用可能である。手法自体は先行して出現していた視覚障害者用の懐中時計からの踏襲である。
またこのような腕時計とは別に、音声で時刻を知らせるデジタル式の視覚障害者用時計も存在する。
防水機能は施されていないことが多い。
なお日本において視覚障害者用の腕時計および懐中時計は、針や文字盤への触覚で時間を知る形式のものについて、消費税法施行令で「身体障害者用の物品」として消費税の課税対象外となっている。また消費税導入以前、多くの時計・懐中時計に課税されていた物品税も、視覚障害者用時計は課税対象外であった。いずれも福祉的用途を配慮した措置である。

## 複雑時計

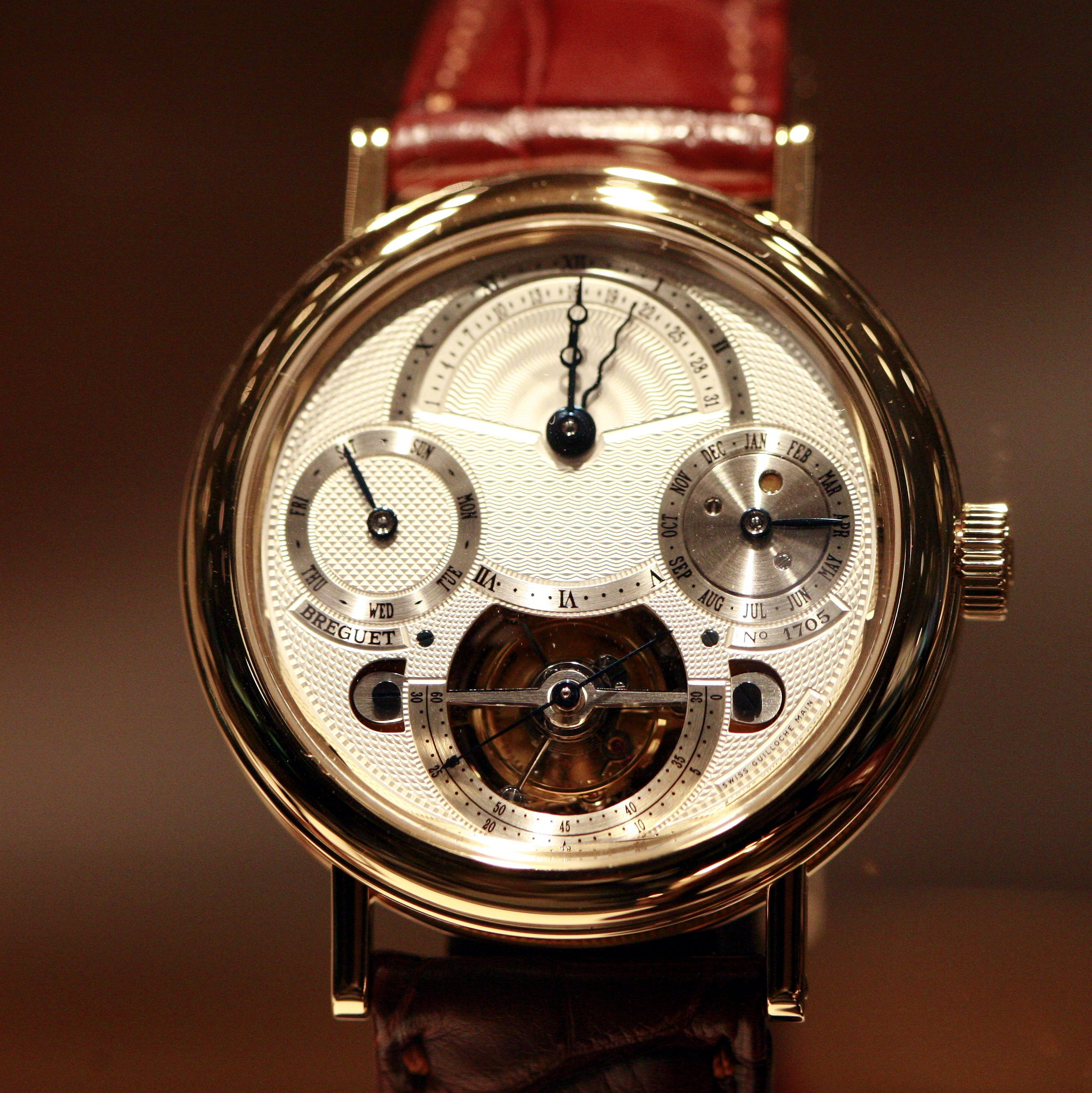
ブレゲのトゥールビヨン

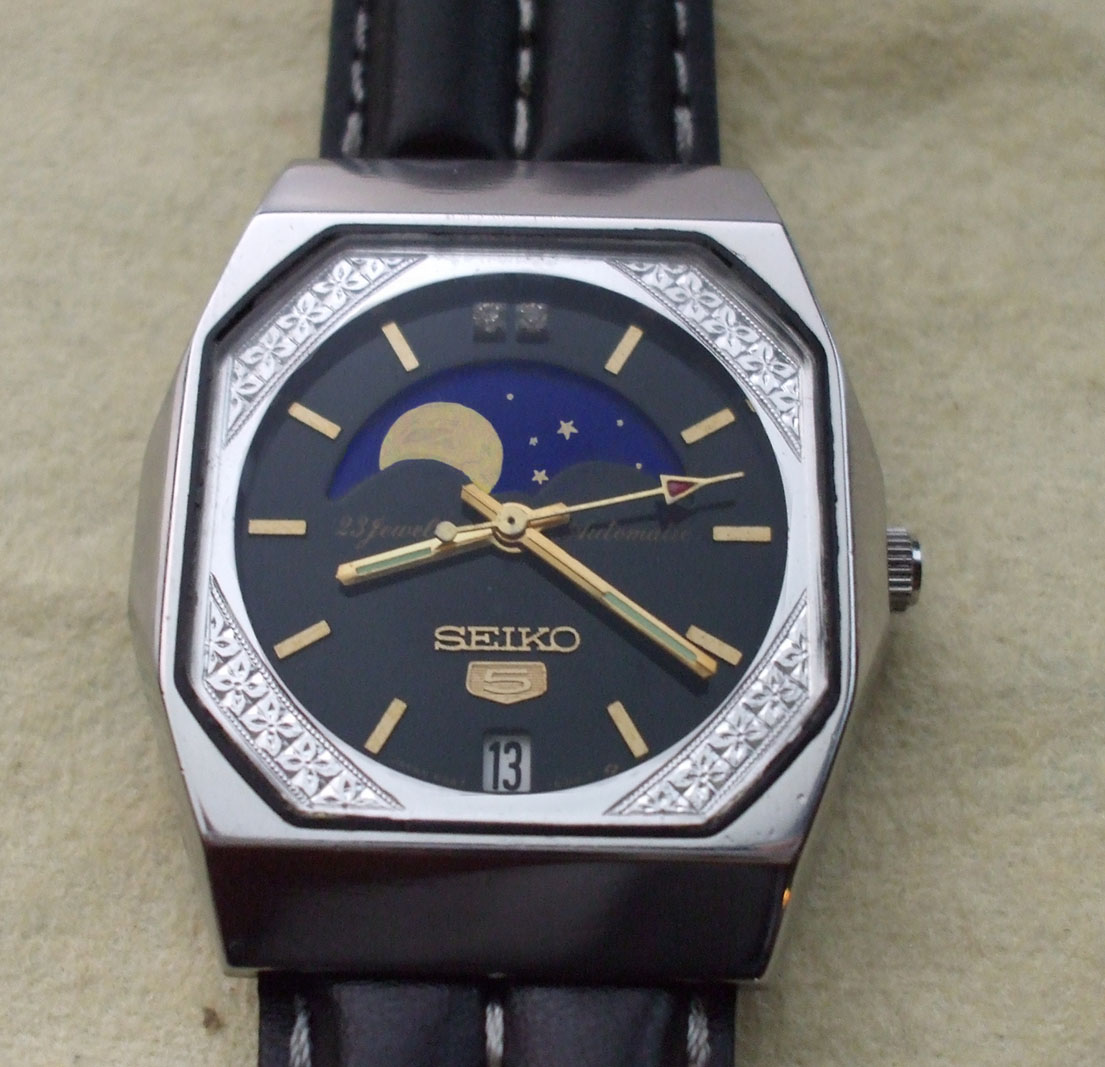
セイコー5自動巻のムーンフェイズ

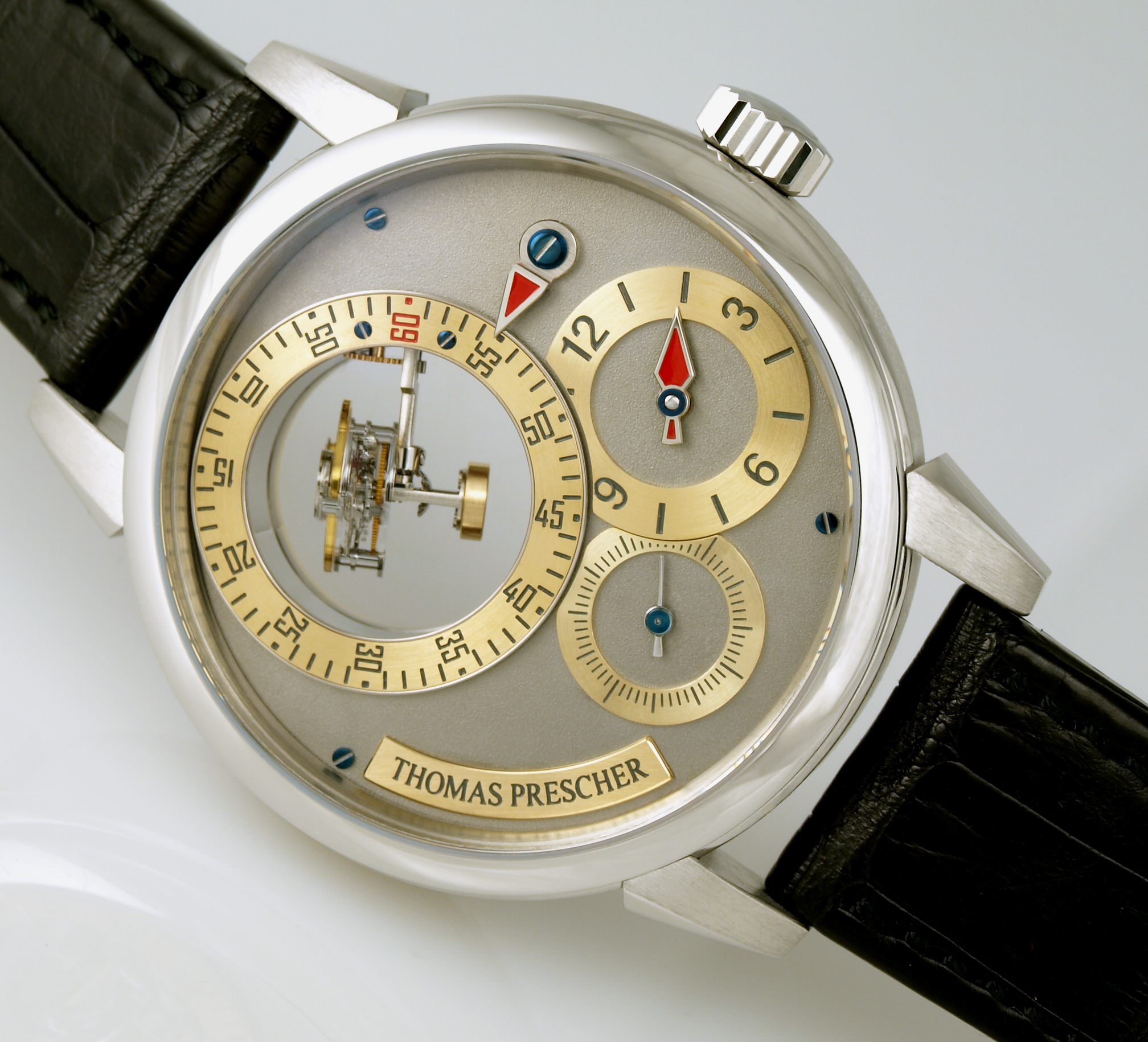
トゥールビヨン

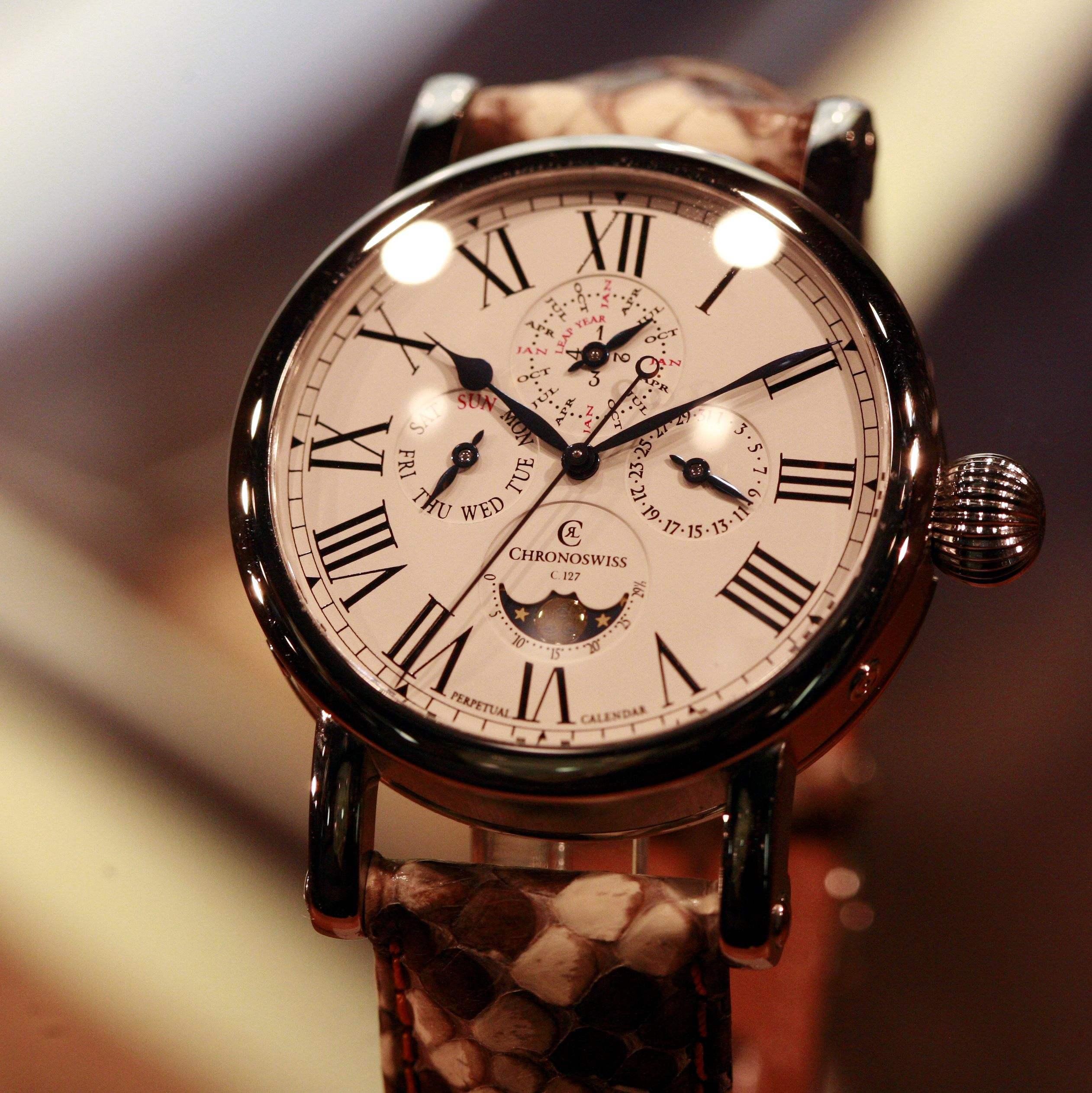
クロノスイスの永久カレンダー

機械式時計において、時刻表示以外に様々な複雑機構を搭載した時計を「複雑時計」と呼ぶ。複雑時計は、部品点数が増えるため、ケースの厚さが増す傾向にある。複雑性や技術的難易度に応じ価格は高くなる。特に、トゥールビヨン、ミニッツリピーター、パーペチュアル(永久)カレンダーは「三大複雑機構」として高く評価され、製作できるメーカーも高度な技術を有する先に限られる。
クロノグラフ
時刻を表示する機能に加えストップウオッチの機能も組み込んだ機構。
ムーンフェイズ
月の満ち欠けを表す機構。月齢は太陰暦の名残りであるが、月の引力による起潮力、天文時計では地球と月が共通の重心(太陽)を公転することによる慣性力が潮汐に及ぼす影響度合いも示し、漁業、海運、貿易などの分野で重要な指標となるほか、占星術でも使用される。
　ムーンフェイズは、16世紀頃の置き時計から見られはじめるが、18世紀の天才時計師アブラアム＝ルイ・ブレゲが懐中時計のために開発した古典的機構では、両側に月の絵を二つ描いた円盤を59日周期で1回転させ、半円形を組み合わせた小窓によって円盤の約半分を表示して残りを隠す巧妙な機構になっている。円盤が1周する間に平均朔望月の約29.530589日周期に近似した29.5日周期で(旧暦)2朔望月分の月相を表現するため、この精度では約965日に1日の割合で時計の方が早くなる。
　その後、各メーカーが技術開発を進め、誤差を大幅に縮減したモデルが存在する。超高精度な機構を搭載したものでは、IWCのポルトギーゼ・エターナル・カレンダー(45,361,055年に1日の誤差)、アンドレアス・ストレラーのソートレル・ア・リューン・パーペチュエル２M(2,060,757年に1日の誤差)、クリスティアン・ファン・デル・クラウーのリアルムーン・ジュール(11,000年に1日の誤差)などがある。高精度化は、歯車の歯数を増やすことにより実現するが、最も精度の高いIWCのモデルでは、コンピューターシミュレーションを駆使して3つの中間歯車を備えた減速機構を開発、「最も精密なムーンフェイズの腕時計」としてギネスブックに登録されている。
　実際の月相は、月を楕円弧状に光と影の部分に分けるが、「ムーンフェイズ」は月食と同様に円を円で隠すことで月相を表現している。月相0付近ではあまり違和感がないが、それ以外では実際の月相と「ムーンフェイズ」が表示する月相の形状は大きく異なる。この問題を解決する方法としては、月の円盤を小窓ではなく時分針と同じ軸で回転させ、カージオイド型の円盤で隠す方法（ル・ローヌ（スイス）のヘドニア・ムーンフェイズ、Ochs und junior（スイス）のムーンフェイズモデルなど）、半分を黒く塗った球体を横に回転させる方法（アーノルド&サンの「ルナ・マグナ」、クリスティアン・ファン・デル・クラウーのムーンフェイズモデルなど）がある。ただし、これらは1朔望月で一回転させる必要があるうえ、構造が複雑になって厚みが増えるなどの問題があり、現時点では一般的ではない。
　24時間計のバリエーションとして、ムーンフェイズに似た外観で、太陽と三日月を描いた円盤が24時間で1回転して昼夜を区別する「サン&ムーン」機能がある。
プラネタリウム
天体の運行を示す時計をプラネタリウムあるいは天文時計と呼ぶ。主要機能として、星座・惑星・月の位置、月食や日食の予告、古代の天文学者や占星術者が天体観測に用いたアストロラーベなどが存在する。機械式で有名なメーカーはユリスナルダン、クォーツ式を手がけるメーカーとして、シチズンやアストロデアが挙げられる。
トゥールビヨン
アブラアム＝ルイ・ブレゲにより発明された、ムーブメントに掛かる重力の影響を、テンプと脱進機をキャリッジに載せて回転させることにより分散、姿勢差による系統的な誤差をキャンセルする機構。通常ムーブメント本体に固定されている部品を回転させるため、複雑な機構と高度な技術を要する。回転軸が２軸で回転する一般的なトゥールビヨンに加え、より複雑な３軸(立体)で回転するモデルも開発されている。トゥールビヨン搭載モデルは、その複雑さ故、非常に高価であるが、２軸トゥールビヨンについては、中国で量産化された比較的安価なモデルもある。
リピーター
時計の側面のレバーを引くと、鐘の音色や回数で現在時刻を知らせる機構で、機械式腕時計で実現するには非常に高度な技術が必要とされる。分単位まで時刻を知らせるミニッツリピーターの他、5分単位まで知らせるファイブミニッツリピーター、15分単位まで知らせるクォーターリピーターも存在する。
ソヌリ
毎時ゼロ分になるとその時刻の数だけ鐘を鳴らして時報する機構。さらに15分単位で時報するものをグラン・ソヌリと呼ぶ。時報と同時に文字盤などに配されたカラクリ人形などのギミックが作動するオートマタと組み合わされることもある。
カレンダー
日(デイト)および日と曜日を示すもの(デイデイト)が一般的で、日・曜日・月を示すものはトリプルカレンダーと呼ばれる。数字による表示方法と盤面上を針(ポインター)で表示する方法がある。大型の日付針(デイトポインター)が時分針と共にセンターに配置されたものは識別のため針先が三日月型をしている。
　機械式時計のカレンダーには、年月日の表示精度に応じ、以下の高機能モデルがある。アナログ機構によりグレゴリオ暦の変則性(地球の公転や月齢の差に起因する月の長さの違い<30日・31日>、日の少ない2月末<28日>、閏年の2月末<29日>とその例外不適用<400年中3回の世紀初>)を再現する難易度の高さから、「パーペチュアル(永久)カレンダー」以上は「三大複雑機構」の一つとされる。
- アニュアル(年次) ： 月、日、曜日を表示。月の長さの変則性(30日・31日)を自動調整。日の少ない毎年2月末(28日・29日)に日付補正が必要。
- セミパーペチュアル(半永久) ： 月、日、曜日を表示。月の長さの変則性(30日・31日)、日の少ない毎年2月末(28日のみ)を自動調整。4年に1度の閏年の2月末(29日)に手動による日付補正が必要。
- パーペチュアル(永久) ： 閏年ないし暦年、月、日、曜日を表示。月の長さの変則性(30日・31日)、日の少ない毎年2月末(28日)および閏年の2月末(29日)を自動調整。グレゴリオ暦の例外ルールで閏年が不適用となる世紀初(400年中3回)、手動による日付補正が必要。
- セキュラー(エターナル) ： 閏年ないし暦年、月、日、曜日を表示。月の長さの変則性(30日・31日)、日の少ない毎年2月末(28日)および閏年の2月末(29日)、閏年が不適用となる世紀初(400年中3回)を自動調整。グレゴリオ暦を完全再現するため、手動による日付補正は不要。セキュラー・カレンダー搭載の腕時計を開発したメーカーは、スヴェン・アンデルセン、フランク・ミュラー、ファーラン・マリ、IWCの4社のみ(懐中時計では、これらに先駆けパテック・フィリップがキャリバー89で初の実用化)。

## デジタル化による付加機能
機械式時計と比較して、デジタル時計には時間計測（ストップウォッチ）、カレンダ、アラームといった機能の他電卓やゲームといった計時とは関係のない機能の付加がはるかに容易であり、初期の頃からそういった付加機能付きの製品があった。さらに、各種センサー類を取り付けることによって、従来の時計とは異なる機能（気温、気圧測定、電子コンパスなど）といった、いわゆる「デジタルガジェット」的機能が付け加えられた。
デジタル時計は機能が複雑になるほど文字盤（ケース）の厚さが増す傾向がある。

## 性差・着用方法
腕時計は利き腕と反対側の腕に着用することが多い。また日本女性の場合、盤面を腕の内側に向けて着用する例も比較的多いが（世界的に見ると極小数）、男性においてはまれである。女性用腕時計は男性用腕時計に比べて小型に設計されているが、中には必要以上に小型化されている例もある。男性用サイズと女性用サイズの中間的なサイズの腕時計はボーイズサイズと呼ばれる。
なお腕時計成立の経緯から腕時計登場当初は懐中時計に比べて略式とみなされ、礼装時に着用しない習慣があったが、現在ではそのような習慣は消滅した。

## ブレスレットとベルト
女性のアクセサリーとして、ブレスレットに時計のケースを取り付けたものがあった。また実用的な道具として腕時計は強度と装着感が要求され、革ベルトにワイヤーを通してワイヤーの両端をケース本体に溶接するスタイルが生まれた。しかしベルトの損傷時などに取り外しが不便であることから、ばね棒をベルトの接合部に通しておき、このばね棒をラグにはめ込むスタイルが確立し、現代まで続くことになる。これと併行してコマをつないで装着感と強度を両立させたブレスレットも登場・発展していた。NATOストラップのように引き通し式のベルトをばね棒に直接通すベルトも普及している。

### ブレスレット
ブレスレットの素材は安価でメンテナンスが容易なステンレスが現在の主流である。その他に金や真鍮に鍍金したもの、チタニウムやセラミックなどが使用されている。まれに貝や骨、アクリル樹脂などのブレスレットも存在する。ブレスレットの形状には次のようなタイプと、特徴がある。ブレスレットはピンを調整することで腕周りを調整することができる。
ソリッドブロック
1個の金属塊から削りだされるブロックタイプのコマを、お互いにピンやネジで留める。比較的高価であるが、耐久性は高い。
ロールブロック
1つの金属板に、もう1つの金属板を巻き付けて、ブロック状に仕上げる。ソリッドブロックに比べると安価。加工が巧みで、一見してソリッドブロックのように見えるものもある。
メッシュ
キメの細かい帯状のパーツを絡み合わせて作られる。加工が難しく廃れていたが、装着感に優れクラシカルなことから近年人気が復活してきている。
アジロ
「コ」状のコマを噛み合わせるように重ねて連結する。手の込んだ作りであるが、近年はあまり見られなくなった。
S字
S字型のプレートを板ばねを介して連結し、伸縮する構造となっている。サイズ調整の面倒が少なくて済む。最近ではスウォッチが採用している。
現在の主流は、ケースと同素材のソリッドブロックか、ロールブロックである。横へ単連から10数連まで、ブロック＝コマをピンやネジで繋ぎ留める。コマ数が多いほど、可動部分が多いために柔らかで装着感も良く、豪華な外観になるが、コストや手入れのし易さ、強度などの理由で、3連から7連が主流である。人間工学を駆使した独自の形状により、装着感を向上させるなどの工夫を施すメーカーもある。

### ベルト
「バンド」「帯」ともいう。高級時計の場合、ベルトは伝統的に爬虫類、ほ乳類の動物の天然皮革が用いられる。耐水性や見た目の豪華さで爬虫類の皮革が高級とされるが、装着感や安価という点では、ほ乳類の皮革が勝る。高級感を持たせるために鰐皮のような紋様を型押ししたり、カーフやラバーなどの裏打ちをすることが多い。いずれにしても表面は見た目の良い素材や部位を使用し、裏面は柔らかな素材や部位を用いて縫い合わせるのが一般的である。
装着感を良くするためなめし方に工夫するメーカーもある。また、縫い合わせの糸のカラーがデザインのエッセンスとなる場合もある。近年では人造皮革が採用される例が多い。正装では金属より皮革ベルトの方が向いている。
欧米と比較すると、日本では革ベルトよりもメタルブレスレットが好まれる傾向にある。これは、日本では夏場の蒸し暑い気候により、多く汗をかくため、革ベルトが痛みやすいことが、大きな理由だと考えられる。
ダイバーズなどのスポーツモデルでは耐久性を重視して単一成型のラバーやポリウレタンが用いられることが多いが、経年変化で劣化しやすい。近年では、高級時計でもダイバーズウォッチではラバーやシリコーン製のベルトを採用するメーカーが多い。

#### 天然素材
- 爬虫類
  - クロコダイル
  - アリゲーター
  - リザード（トカゲ）
  - パイソン（ニシキヘビ）
- 哺乳類
  - カーフ（子牛）
  - コードバン（馬の臀部）
  - バッファロー（水牛）
  - カンガルー
  - ピッグスキン（豚）
- 鳥類
  - オーストリッチ（ダチョウ）
- 魚類
  - シャーク（鮫）
  - ガルーシャ、スティングレイ（エイ）
- 植物系
  - デニム生地（綿）
  - サテン（絹）

#### その他の素材
- ラバー
- シリコン
- ポリウレタン
- 人造皮革
- 面ファスナー
- カーボン（炭素繊維）
- ナイロン

### バックル
用語としては「尾錠」「クラスプ」とも呼ぶ、ベルトやブレスの留め金。一般的には、次のタイプが多い。
穴留め式
革ベルトやゴムベルトで多用され、ピンをベルトに空いた小穴に通して固定する。ピンが幅広な場合には「タン」（舌）と呼ぶこともある。
三つ折れ式
上板、中板、下板の3枚のプレートを蝶番で繋ぐ。下板に中板を被せ、その上にさらに上板を包み込むように被せて、金具で固定する。
観音開き式（両開き式）
1枚のプレートの両端に、ジョイントのプレートを繋ぎ、さらにそこへ上板をつないだバックル。2枚の上板を、下部の1枚プレートの両側からセンターへ被せるようにして留める。
スライド式
留め具の片方のストッパー板を起こすとスライド可能となって長さ調節ができる簡易バックル。長さ調節の際にコマを外す必要がなく専用工具も必要ない。クォーツ時計と共に普及した。
中折れ式（二つ折れ式）
蝶番でつないだ2枚のプレートを開閉して、相手側の尾錠を咥えて装着する。

### その他
NATOストラップ（NATOベルト,G10ストラップ,G10ベルト）
引き通し式のベルトをばね棒に直接通すベルト。ベルトが垂れない様に金具が付属しているのが特徴。服の上から装着できるようにベルトが長く作られており、余った場合は二重に折り返すことでサイズの調整が可能。このタイプのベルトをNATOが使用しており、その原型は第二次世界大戦中のイギリス軍用時計ベルトである。1973年にNATOの装備品規格「G1098」として採用され、2013年に一部規格改定が行われた。2013年以降の制式品はナイロン素材のみ（それ以前は皮革もあり）だが、市場に流通しているコピー製品の素材はナイロン、綿、皮革など様々で長さも短く作られている事例が多い。
レザーブレスウォッチ
皮革のブレスレットに革のベルトを合わせた、装飾を兼ねたベルト。
なお、金具にリリース用のボタンを設けたり、さらに小型の押さえ板を設けて、不意の脱落が起こりにくいようにするものもある。またバックル内に収納された板を引き出してブレスの長さを伸ばすことが可能な、エクステンション方式もある。バックルだけを保管しておき別のブレスレットやベルトに用いる方法がある。サイズが商品により異なるのでバックルのサイズを覚えておく必要がある。

## メンテナンスとケア
自動車などと同様に、時計を長く維持するためには定期的なメンテナンスと日々のケアが必要不可欠である。特に一般的な家庭などで使用されている掛け時計や置き時計（これらは基本的に修理することを前提に作られていない）とは異なり、趣味性が高い腕時計では10年以上所有することも一般的であるため、メンテナンスやケアは重要事項となる。プラスチックや電子部品を一切使用していない機械式時計は、定期的なメンテナンスや日々のケアを行うことで半永久的に使用することができる。

### 定期的なメンテナンス
時計内部は大小様々な部品が複数噛み合いながら作動しているため、使用しているうちに部品は摩耗・金属疲労を起こし、潤滑油も劣化する。油が劣化すると、部品同士の摩擦が増え、時計の精度が落ちたり、故障の原因となる。また、防水性を保つパッキンも経年劣化しやすい。そのため、定期的に時計の内部を全て分解して洗浄し、潤滑油の補充、部品の交換や精度調整、防水検査を行う。このメンテナンス作業を「オーバーホール」と呼ぶ。オーバーホールの依頼先によっては、外装をポリッシュし、時計の外観を新品同様の状態に戻す作業が含まれている場合もある（ただし外装のポリッシュは、表面を削る作業のため4〜5回が限度とされている）。
使用する潤滑油の進化等によりオーバーホールの推奨期間は伸びている傾向にあるが、一般的に機械式時計は3～5年、クォーツ式時計は5～7年を目安にオーバーホールを検討すると良いとされている。なおクォーツ式時計の場合、電池を2〜3年に一度交換する必要もある。オーバーホールにかかる費用は、数千円から数十万円と幅広い。基本的にクォーツ式よりも機械式の方が高く、機械式のなかでは手巻きよりも自動巻きの方が若干高い傾向にあり、複雑機構を搭載する時計であるほどさらに高額になる。また、追加作業とそれ以上の部品交換は、追加費用として別に請求される。納期は2週間から遅くても2ヶ月程度が通常であるが、国外の製造元から部品を取り寄せたり、日本で修理ができず国外の製造元に時計が送られるケースでは、それ以上の期間を要する場合もある。
使い方や環境によってはオーバーホールに出さずとも10年以上正常に動作するケースもあるため、不具合が感知されるまで長く着用する者も多い。専門家の中には、日差（1日にどのくらい誤差が出るか）や針の動き方、手巻き時や自動巻きの巻上げ時の感触などに違和感を覚えたら、それが油切れのサインで、オーバーホールのタイミングだとする者もいる。一方で、不具合が実際に発生した状態で修理に出すことは費用を上昇させることもあるため、注意が必要である。
オーバーホールの依頼先は主に、時計を製作したメーカーか民間の修理専門業者に分けられる。通常メーカーに依頼する方が高額になり納期も遅くなるが、技術の信頼性が高く、純正部品のみが使用されるというメリットがある。民間の修理専門業者でオーバーホールを受け付けたものの修理が必要かつその修理が業者では困難な事例であったために、修理業者からメーカー側に修理が依頼されるケースもある。なお、メーカーでのオーバーホールにかかる費用は、徐々にではあるが国外メーカーを中心に年々値上がり傾向にある。そのため、信頼できる民間の修理業者を見つけることができれば、定期的なオーバーホールはその修理業者に依頼し、オーバーホールのなかで「業者では入手困難な部品の交換が必要になった」などの事例が発生した場合にのみ業者からメーカー側に修理を依頼してもらうというのが、最も費用を抑えることができる方法である。
参考までに、ベーシックな2針または3針の機械式時計の場合、オーバーホールにかかる費用は、高額な傾向にある高級時計メーカーを含めても一部を除いて15万円程度が最大であり（4〜8万円前後が多い）、追加費用も基本的には多くて数万円程度である。この費用を年単位に換算すると決して大きな負担ではないが、単なる腕時計のためにそれ程の費用を支出することに対して抵抗を感じる者もいる。また当然ではあるが、腕時計を複数本所有すればその数に応じてオーバーホールにかかる費用は膨れ上がる。一方で、複数の時計をローテーションして使用することで、一本の時計にかかる機械的な負荷を低く抑え（ただしゼンマイが解けることで完全に止まる機械式時計に限る）、結果的にオーバーホール頻度を減らすことができるという可能性もある。一般的に見られるのは、後述するような使い捨ての安価な時計とオーバーホールに出す高級時計を使い分ける方法であり、この場合複数の時計を所有することで本来上昇するオーバーホールの総費用は抑えつつ、高級時計のオーバーホールの頻度を減らすことができる可能性がある。
安価な時計の場合、オーバーホールや修理をするよりも買い換えたほうが費用が安くなるという現象が生じるため、使い捨てにされることが多い。また前述したように、不具合を感知して初めて修理に出す者も多い。こうした背景から、時計にオーバーホールが必要という知識を知らない者も少なくない。クォーツ式時計の場合、プラスチックの部品や電子ユニットに組み込まれている電子回路などに寿命があることから、10年程度で使用の限界を迎えてしまうという問題もある（ただしムーブメント交換で対応は可能）。

#### 部品の在庫問題
（必ずしも毎回ではないが）オーバーホールの際に生じる部品交換では、部品の在庫の有無が重要な問題になってくる。一般的にメーカーにおける部品の保有期間は、モデルの製造終了から7～10年、長いメーカーでも15～25年とされており、これは高級時計メーカーであっても同様である。そのため、機械式時計は半永久的に使用できると前述したが、一定の年数が経過した時計は部品がないためメーカーでの修理を受け付けてもらえないという事例が少なくないのが実情である。民間の修理専門業者では、廃盤モデルの部品を独自に保有していたり、部品を新しく作成して対応することも多いが、これもケースによっては不可能な場合がある。
一方で高級時計メーカーの中には、創業以来製作した全ての時計の修理を受け付ける、「永久修理」を保証したメーカーも存在する。ただしその数は世界的にもごくわずかで、パテック・フィリップ、オーデマ・ピゲ、ヴァシュロン・コンスタンタン、ジャガー・ルクルト、IWCなどの一部スイスメーカーに限られる。例えば最高峰の時計メーカーと称されるパテック・フィリップでは、何世代にもわたって使用されるのを前提とした時計づくりを行なっていることをアピールした広告キャンペーンを展開している。ただし修理可能とはいえ、近年あるいは現在まで非常に長い間製造されてきたメンテナンス性の高いムーブメントを搭載している場合などを除いて、古い時計であるほど部品代は新規に作成するため高くなり、また日本では修理できないという理由でスイス本国送りになるなどして、その費用は高額になる可能性があることを考慮しなければならない。

### 日々のケア
時計を維持するにあたってトラブルを最小限にするためには、ユーザーによる日々のケアも重要である。

#### 時計の操作
機械式時計の場合、リューズを使ってゼンマイを巻き上げる際には、親指と人差し指をリューズから離さずに12時の方向（奥）、６時の方向（手前）と交互に繰り返して巻くのが、ゼンマイやコハゼに負担をかけない方法であるとして一部の専門家は推奨している。
手巻き時計の場合、時計の精度を安定させるために、出来るだけ毎日同じ時間帯に、巻き止まり（これ以上巻き上げられない状態）まで巻き上げると良い。巻き止まりを超えて無理に巻き上げる行為は、ゼンマイが切れてしまうため禁忌である。また、巻き止まりに達したらリューズを６時の方向（手前）に少し戻すと良いとされている。自動巻き時計の場合、手巻きと同様にリューズを使ってゼンマイを巻き上げることも可能であるが、手巻きと違ってあくまでも補助的な機能として使うべきであり、手で巻き上げることで丸穴車と角穴車の間をつなぐ部品や、自動巻き機構が摩耗してしまう恐れがあるため、推奨されない。仮に手で巻く場合は、秒針が動き出すまでゆっくりと巻き、あとは腕に載せて、自動巻きで巻き上げるのが最も時計に良い方法である。
早送りが可能なカレンダー表示を搭載する機械式時計では、カレンダーディスクの歯車と時間表示の歯車が接近して嚙み合う特定の時間帯が存在する。具体的には、一般的に午後8時〜午前4時の間であり、この時間帯にカレンダーの早送りをすると歯車や部品が破損して故障する可能性が高いため、注意する必要がある。これはムーンフェイズ機構でも同様であり、基本的にこの時間帯に操作してはならない。なお、日付が瞬時に切り替わらない機械式カレンダーの中には日付修正禁止時間帯を持たないものもあり、日付表示を逆戻しできるムーブメントは、基本的に日付修正禁止時間帯がない。
時刻調整をする際に針を半時計回りに回す行為が時計に悪影響を与えるかどうかについては、専門家によって意見が分かれるところである。通常のモデルでは数時間分回す程度であれば全く問題ないとする者もいれば、最小限度にとどめるに越したことはないとする意見もある。ただし、レトログラード式の時分針を持つ時計や永久カレンダー、ミニッツリピーターなどの機構を搭載する時計では、設計の古いものは逆戻しすると壊れる場合が多いため、原則避けた方がいいとされている。
また、ここではそれぞれの操作方法を具体的には述べないが、クロノグラフやミニッツリピーターなどの特殊な機構が搭載された時計では、操作方法を誤ると故障する可能性が高いため、説明書に目を通すなどして使用前に使い方を熟知しておく必要がある。

#### 磁気
着用時においては、磁気の影響に注意する必要がある。磁気は、スピーカーが内蔵されているテレビやスマートフォンやノートパソコン、バッグのポケットや冷蔵庫のドアなどにあるマグネット、電子レンジやIHヒーターといった電化製品など身近な製品から発せられており、これらに時計を近づけることで時計に負の影響を及ぼす。
デジタルクォーツ式時計の場合は基本的に磁気の影響はなく、アナログクォーツ式時計の場合はモーターが磁気の影響を受けて時計に進みや遅れ、止まりが発生するが、磁力源から離れると正常な動きに回復し、その後に影響を及ぼすことはほとんどない。一方で機械式時計の場合、時計の精度を保つテンプの動作に磁気が影響を与えて精度不良を引き起こし、さらに磁気から遠ざけてもムーブメント内部に磁気が残ってしまう。これを「磁気帯び」といい、非常に軽度な磁気帯びを除いて自然に磁気が抜けることはないため、「脱磁」という作業を行わなければ精度が回復しない。脱磁作業は、時計を購入したメーカーの店舗や民間の時計修理店などに持ち込むことで、大抵は数千円程度で行なってもらえる。市販の脱磁器を使用することで個人でも磁気を抜くことができるが、使用方法を誤ると磁気帯びをさらに強めてしまう恐れもあるため注意が必要である。重度の磁気帯びの場合、時計を分解して全ての部品で磁気帯びの有無を確認する修理作業を行わなければならず、費用も数万円以上と高額になる。
磁気帯びしているかどうかを確認する簡易的なテストとして、方位磁石を用いた方法がある。静止した方位磁石に時計を近づけたとき、方位磁石の針が振れれば、磁気帯びしている証拠である。なお、針が少し反応する程度では時計に悪影響は無く、多少時間を空けてから再び方位磁石に時計を近づけると針が反応しなくなることも多い。
一般的にどんな時計でも、日常生活において磁気を発生する機器から5 cm離せば、ほとんど磁気の影響は受けないとされている。これは成人男性の親指程度の長さであるため、磁気に対してあまり神経質になる必要はない。また、近年の新しい腕時計ほど耐磁性への意識が高く、磁気帯びの影響を受けないよう素材や設計に様々な対策が行われた耐磁時計が多く発売されている。逆に磁化しやすい部品を多く使ったアンティーク時計では磁気帯びによって深刻な影響が出ることもあるため、注意が必要である。

#### 衝撃
時計は精密機械であるため、衝撃が加わるような雑な使い方は基本的には避けるべきである。量産メーカーのほとんどは一般的な衝撃テスト（ISO 1413またはJIS B7001）をクリアしているが、機械式時計では通常の拍手程度の衝撃でも、ヒゲゼンマイが歪んだり、緩急針が移動したりして、精度が悪化する場合がある。緩急針を持たないフリースプラングテンプ（自由振動ヒゲ）であれば衝撃には強くなるが、それでもゴルフやテニスなどのスポーツは極力避けた方がいいとされている（ゴルフやテニスなどでの使用に耐えられることを明言した時計であれば基本的に問題はない）。一方で、振動はほとんど問題にならないとされているが、長時間の激しい振動を伴う自転車やバイクの運転をする際は機械式時計は外したほうが無難であると指摘する専門家もいる。

#### 使用環境
高温多湿の環境は避けるべきで、サウナや熱いお風呂に時計を着けて入るのは推奨されない。また防水性能を持つ時計でも、必要以上の水圧に晒すことは避けたほうが良い。
着用後のケアは、一般的には愛好家を除いてあまり実施されていないが、時計の寿命を延ばす上では大切な要素である。何日間も腕時計を着用し続けると、ケースとブレスレットのつなぎ目やリューズとケースの間などに、汗や皮脂、ホコリなどの汚れがたまる。着用した後は、マイクロファイバークロスやセーム革といった柔らかい生地を使用して腕時計の表面全体を優しく拭き取り、汚れの溜まりやすい場所は柔らかいブラシや綿棒を使用するなどして、外装の汚れを除去するのが効果的なケア方法である。
海で使用した時計は、海水に含まれる微生物や雑菌などが細部に入り込むことでサビや異臭などのトラブルを招くため、使用後は水洗いをして汚れや塩分を洗い流すことが必要である。
生物の革を使用した天然のレザーストラップは、しばらく使用して経年劣化してきたら交換するのが一般的であるが（使用頻度にもよるが目安は2〜4年と言われている）、着用後に乾いた布で汗を丁寧に拭っておけば、靴や鞄などと同様に何もしないよりも寿命が延びる。バックルは穴留め式のピンバックルよりも三つ折れ式などのフォールディングバックルの方が革（特に小穴部分）の劣化を遅らせることができ、寿命を延ばせる。またレザーストラップは、装着する際に革を外側に反らせるように無理に折り曲げ続けていると劣化を早めてしまうため気をつける必要がある。さらに革は引っ張ることでも劣化を招いてしまうため、装着時に過度に締めつけることも推奨されない。

#### 時計の保管
腕時計を使用しない期間が続く場合、適切な保管環境にも注意を払うことが重要である。文字盤や針が変色したり高温により油が変質する原因となる直射日光や、金属部品の錆びや革ベルトのカビを引き起こす高温多湿を避け、埃の少ない風通しの良い場所で保管することで、時計本体や内部の部品の劣化を防ぐことができる。
近年の潤滑油は化学合成された高品質のものを使用しているため容易には固着しないと言われているが、それでも長期間時計を動かさない状態にするのは避けた方が無難であり、数週間に一度ムーブメントを動かすことで、内部の油の循環を助けるだけでなく、動作状態を確認するよい機会にもなる。このときクロノグラフなどの特殊な機構を載せたモデルでは、それらを駆動させることも部品を動かして油を循環させる上で重要である。
クォーツ式時計を長期間保管する場合、電池の寿命切れには注意が必要である。クォーツ電池は電池切れしたまま放置しておくと、内部でガスが発生して膨張し、内圧が高まることで内部の電解液が染み出る「液漏れ」を起こす危険性がある。この液漏れが発生すれば、ムーブメントに液が浸透して分解洗浄が必要になったり、最悪の場合は機械部品や文字盤が腐食することもある。そのためやむを得ず長期保管する際は、メーカーや修理店などに依頼して、事前に電池を取りはずしておくと安全である。

## 世界三大時計ブランド（格付け）

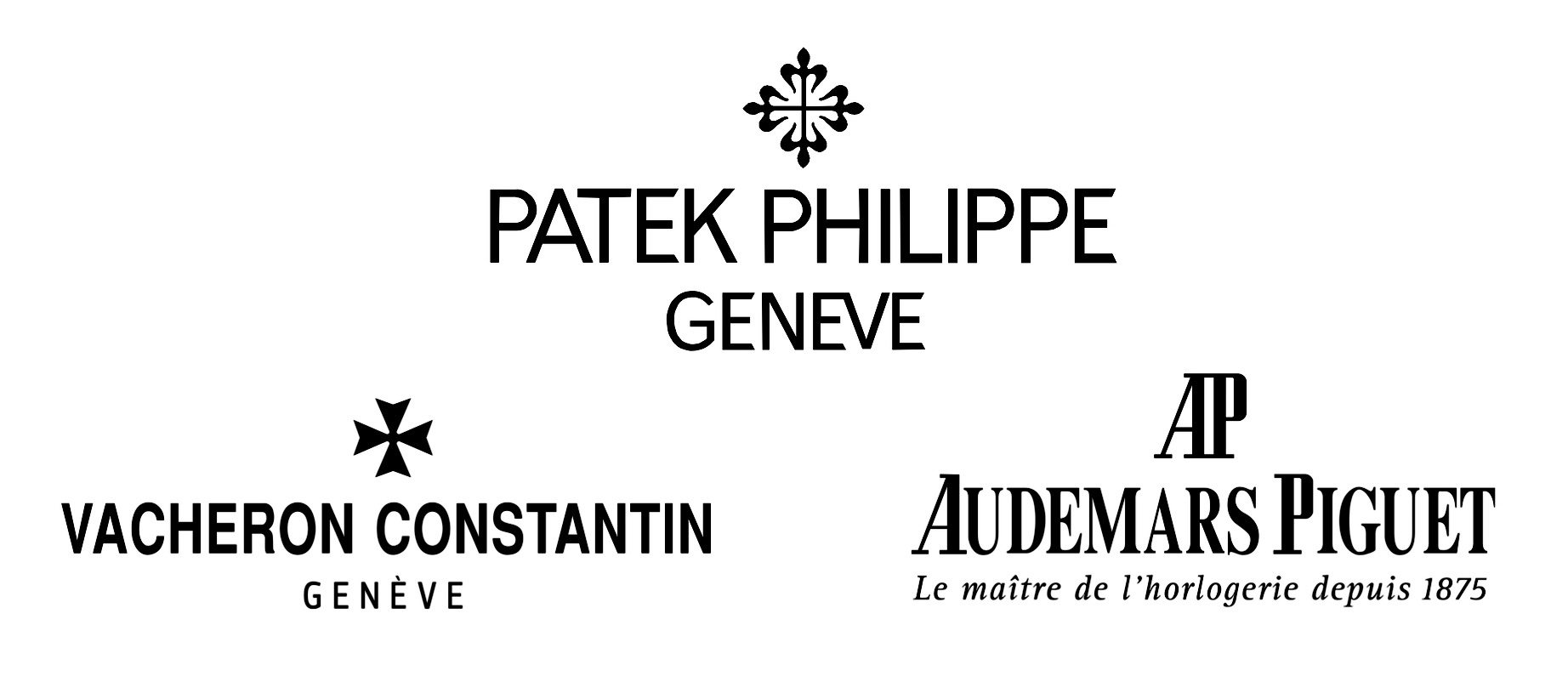
世界三大時計ブランドのロゴ

数ある腕時計ブランドのなかでも、歴史や技術力、品質、格式、名声などにおいて、その頂点に位置していると考えられている名門ブランドが3つあり、世界三大時計ブランドと呼ばれている（英語圏では「ビッグスリー」「ホーリー・トリニティ」の呼称で知られる）。この格付けの確立は少なくとも1970年代にまでさかのぼる。以下がその3ブランドである。
- パテック・フィリップ
- オーデマ・ピゲ
- ヴァシュロン・コンスタンタン

なかでも頭ひとつ抜け出た最高峰の存在として讃えられているのがパテック・フィリップであり、オークションで落札された世界で最も高価な時計リストの上位を1位含めほとんど独占していることでも知られる。また、オーデマ・ピゲは数々の機構の世界最薄記録を更新したり「ラグジュアリースポーツウォッチ」というジャンルを築き上げた実績を持ち、ヴァシュロン・コンスタンタンは懐中時計、腕時計ともに世界で最も複雑な時計を製作した記録を持つ。
日本では、これら3ブランドにA.ランゲ&ゾーネとブレゲを加えて世界五大時計ブランドと呼ぶことも一般的である。この2社が三大時計ブランドに含まれなかった理由として、A.ランゲ&ゾーネは復刻ブランドであり1970年代当時存在しなかったこと、ブレゲは1970〜90年代が商標権が頻繁に売却されていた不遇の時代であったことが考えられる。以上の5ブランドは、日本では雲上時計とも形容されている。そしてこれら雲上ブランドにはジャガー・ルクルトが追随するとされ、このブランドは近年ではムーブメントサプライヤーという裏方のイメージを脱却して評価を高めており、平均価格帯は控えめながらそのブランド格は三大時計ブランドに匹敵するとの呼び声も高い。
さらに近年では、リシャール・ミルなどの平均価格帯を極めて高く設定している新興ブランドや、F.P.ジュルヌなどの独立時計師によるマイクロブランドらが、上記のような長い歴史と伝統を有する名門ブランドの格付けに亀裂を作りはじめている。
なお、今日における高級時計の代名詞的な存在であるロレックスは、上記の格付けに含まれていない。その理由として、創業以来、王侯貴族に愛好されるような本来の意味での「高級時計」ではなく、堅牢で信頼性の高い「実用時計」の製造に重きを置いていたためとされている。
また、これまでに述べてきた高級時計メーカーの多くは現在、ケースや文字盤などの外装からムーブメントに至るまでの全てを自社で製造して組み立てる自社一貫製造体制を整えており、このようなメーカーのことを時計学用語で「マニュファクチュール」と呼ぶ。

## 日本メーカー・ブランド

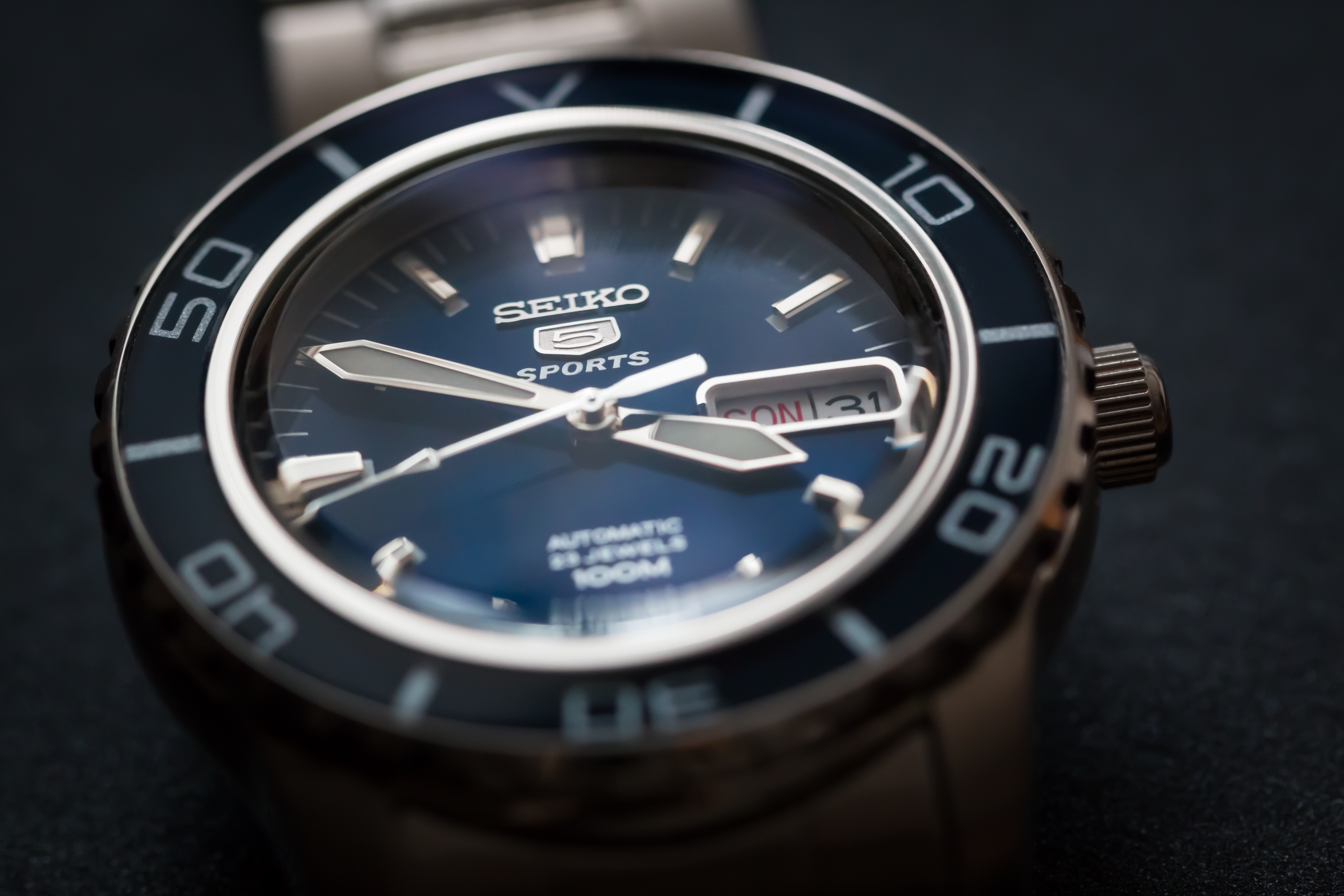
Seiko 5 Sports

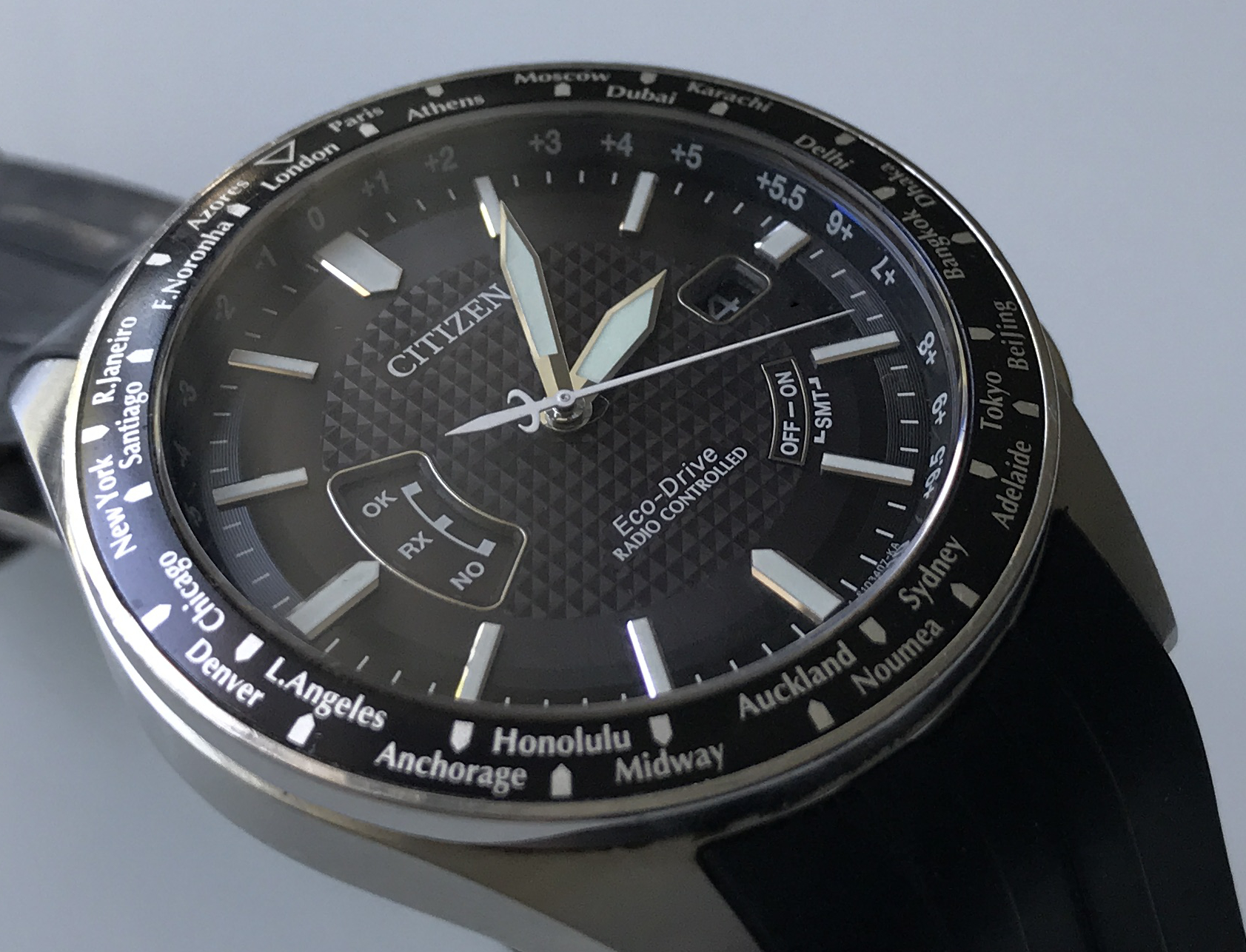
Citizen CB0021-06E

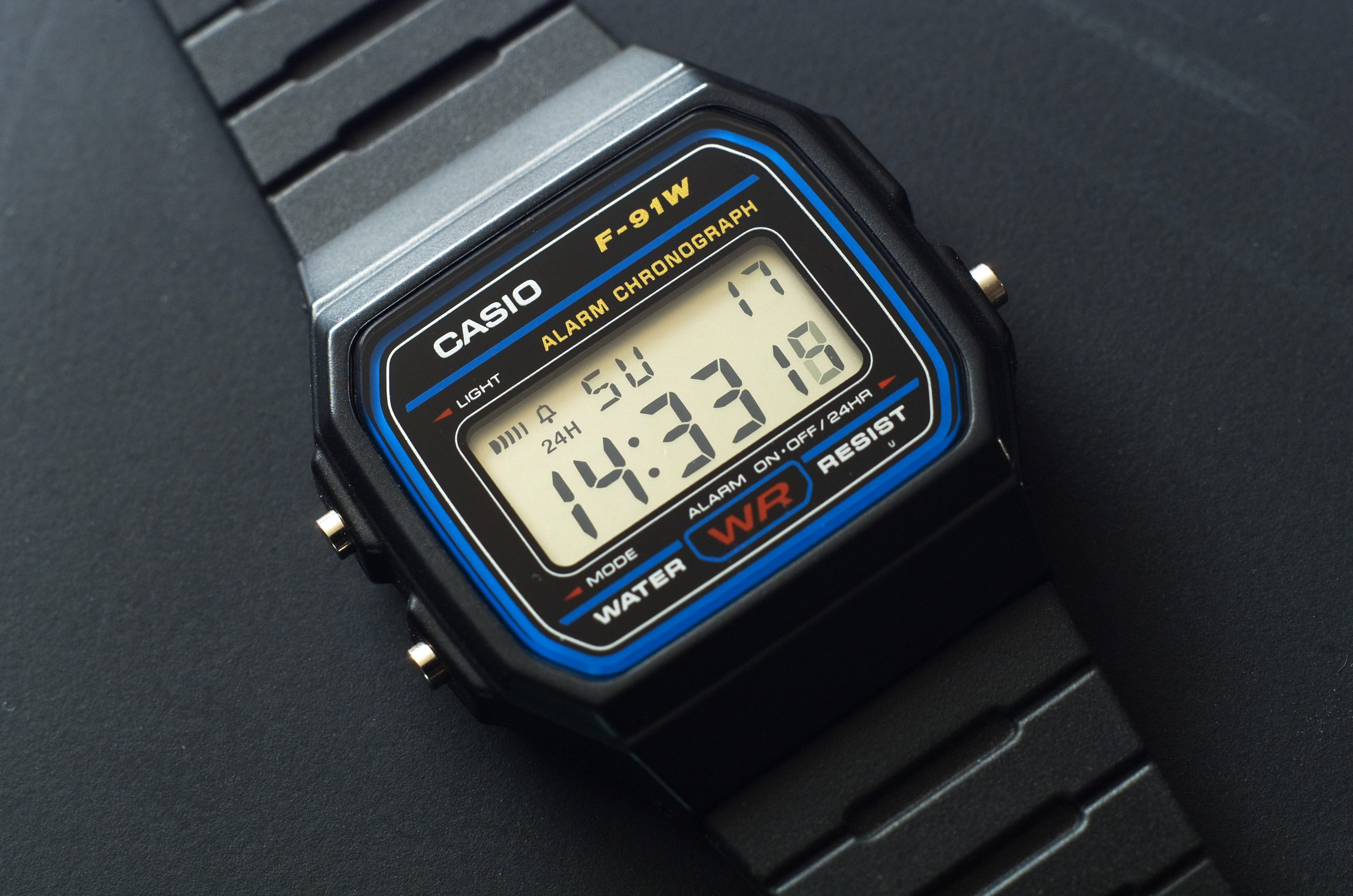
Casio F91W

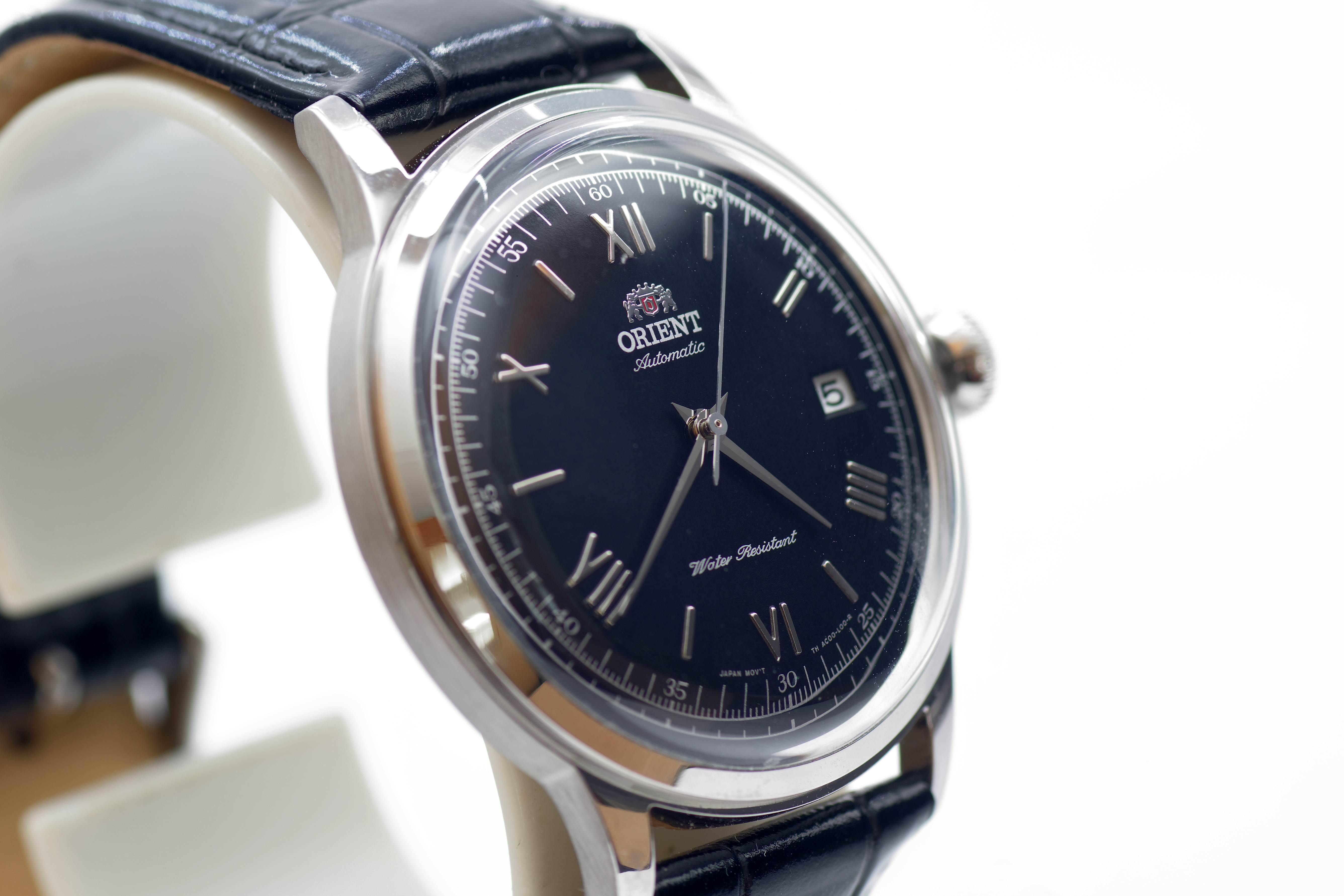
Orient Classic

ここでは時計(腕時計等)を中心に製造・販売している、腕時計メーカー及びそのブランドについて記する。また、SEIKO、CITIZEN、CASIOは日本三大時計ブランドと呼ばれている。
大手メーカー・ブランド
- セイコー（SEIKO)
- シチズン時計（CITIZEN）

- カシオ計算機（CASIO）

- オリエント時計（ORIENT）-「セイコーエプソン」の子会社
- ミナセ（MINASE）-「協和精工」のブランド
- ケンテックス（KENTEX)

中小メーカー・ブランド
- タカノ（TAKANO）､大塚ローテック（ŌTSUKA LŌTEC）-「東京時計精密」のブランド
- ノット（Knot ）
- カルレイモン（KARL-LEIMON）
- シャルルホーゲル（CHARLES VOGELE）-「ティ・エヌ・ノムラ」のブランド
- マスターワークス（MASTER WORKS）-「マーサインターナショナル」のブランド
- アズサ（Azusa）- 「南安精工」のブランド[70][71]
- シーレーン（SEALANE）-「サン・フレイム」のブランド
- オレオール（AUREOLE）-「和光」のブランド[72]
- モノセロス（Monoceros）-「晃成製作所」のブランド[73]
- クオ（KUOE）-「KUOE GLOBAL」のブランド[74]
- スポール（SPQR）-「コスタンテ」のブランド[75][76]
- 群馬精密（MONOLITH）-2023年より発売したブランド[77]
- Fukushima Watch Company[78]
- ルノータス（RENAUTUS）[79]
- 日本手造り腕時計協会（JHA）
- 他にもパロディブランドとして、オメコ・フランク三浦などがある。